# أوراق كنز تشينغ النقدية
أوراق كنز تشينغ النقدية  ( (بالصينية المبسطة: 大清宝钞؛ بالصينية التقليدية: 大清寶鈔؛ البينيين: Dà Qīng Bǎo Chāo)(أو دا تشينغ باو تشاو) تشير إلى سلسلة من الأوراق النقدية الحكومية الصادرة في عهد أسرة تشينغ ‏ في عهد الإمبراطور شيانفينغ ، بين عامي ١٨٥٣ (شيانفينغ ٣) و١٨٥٩ (شيانفينغ ٩). جميع هذه الأوراق النقدية الحكومية ‏ كانت مقومة بعملة "وين" ، وكانت تُطرح عادةً في السوق العامة من خلال رواتب الجنود والمسؤولين الحكوميين.
بعد أن استنزف تمرد تايبينغ الخزانة الإمبراطورية لسلالة تشينغ، أصلحت الحكومة نظام عملات الكاش ليشمل فئات أعلى ذات قيم جوهرية منخفضة، مما أدى إلى إنشاء نقد إلزامي ؛ كان هذا بمثابة انحراف جذري عن ماضي الصين حيث كانت قيمة العملات النقدية تعتمد على وزنها بدلاً من أي فئات. نفس التطورات التي أدت إلى إنشاء عملة شيانفينغ الجديدة استلزمت أيضًا إعادة إدخال النقود الورقية في الصين بعد غيابها لمدة قرنين من الزمان. جاءت العملة الورقية الجديدة في شكلين، أحدهما كان عملات نقدية من سبائك النحاس تعتمد على كنز تشينغ والآخر كان هوبو غوانبياو (戶部官票) القائمة على الفضة والتي قُدِّمَت في وقت واحد مع العملة النقدية الجديدة المخفضة. 
ومع ذلك، لم تحتفظ الحكومة باحتياطيات كافية من العملة الصعبة لدعم الأوراق النقدية الجديدة. لم تسمح العديد من الحكومات الإقليمية بدفع الضرائب باستخدام النقود الورقية، وبعد بضع سنوات، بدأت الحكومة برفض تحويل النقود الورقية الجديدة إلى عملة صعبة؛ ونتيجة لذلك، بدأ الشعب الصيني يفقد ثقته بها كوسيلة صرف صالحة. ردًا على النفقات العسكرية المتزايدة التكلفة الناجمة عن تمرد تايبينغ، أصدرت الحكومة المزيد والمزيد من الأوراق النقدية ذات الفئات العالية، والتي لم تكن قابلة للتحويل. تسبب هذا في تضخم مفرط ؛ وبحلول عام شيانفينغ التاسع (1859)، انخفضت قيمة العملة تمامًا وأُلغيت.

## تاريخ

### أوراق نقدية من عهد أسرة تشينغ السابقة
خلال فترة الانتقال من مينغ إلى تشينغ، أصدرت حكومة المانشو أوراقًا نقدية تُعرف باسم هوبو غوانبياو (戶部官票) أو شونزي غوانبياو (順治官票) أو شونزي تشاوجوان (順治鈔貫)  والتي صدرت لأول مرة في عام 1651 بمبادرة من وزير الإيرادات، وي شيانغشو (魏象樞) أثناء الحرب مع بقايا أسرة مينغ لتغطية النفقات الأكثر إلحاحًا للمانشو حيث كانت مالية تشينغ خلال هذه الفترة في ضائقة مالية شديدة، وقد أُعلن عن بطلان هذه الأوراق النقدية بعد عقد واحد فقط من إصدارها. تم إصدار مبلغ سنوي قدره 128000 غوان (貫) من أوراق المانشو المبكرة هذه، بإجمالي مبلغ 1.28 مليون غوان أُنتِجت قبل إلغائها. تتبع فئات هوبو غوانبياو نمط الأوراق النقدية في فترة أسرة مينغ ، ولكن نظرًا لندرة المصادر التاريخية حول النقود الورقية في أوائل عصر تشينغ، فلا يمكن معرفة الكثير عنها.   
أشار بينغ شينوي ‏ إلى أن حكام المانشو في عهد أسرة تشينغ كانوا رجعيين للغاية تجاه الضغط التضخمي الذي عانت منه إمبراطورية جورشن السابقة بعد أن أساءوا استخدام قدرتهم على طباعة أوراق جياو تشاو ‏ . ويجادل الباحثون المعاصرون بأن الأوراق النقدية الصادرة خلال فترة شونزي، على الرغم من قصر مدتها، قد رسخت على الأرجح تردد أسرة تشينغ في إصدار الأوراق النقدية، لأن هذا الإصدار أثبت أيضًا أنه تضخمي، مما أكد مخاوفهم.  
اقترح المؤرخ الاقتصادي التايواني لين مان هونج ‏ أن متاجر النقود الصينية لم تبدأ بإنتاج أوراق نقدية خاصة بها حتى نهاية فترة تشيان لونغ ، ومن المرجح جدًا أن تكون هذه المتاجر أكثر تطورًا في شمال الصين ، حيث أنتجت متاجر النقود هذه أوراقًا نقدية كانت في الغالب مقومة بعملات نقدية بينما كانت الأوراق النقدية من جنوب الصين تميل إلى أن تكون مقومة بتايل من الفضة.  ومن المحتمل أيضًا أن تكون الأوراق النقدية الخاصة قد ظهرت في وقت سابق من القرن الثامن عشر وأن وجودها سيصبح شائعًا جدًا بحلول عشرينيات القرن التاسع عشر. 

### الخلفية الاقتصادية والنقدية
صدر سلف النقود الورقية (紙幣) المعروف باسم " النقد الطائر ‏ " من قبل أسرة تانغ ؛ ومع ذلك، لا يمكن بأي حال من الأحوال اعتبار هذه الكمبيالات شكلاً من أشكال النقود الورقية لأنها لم تكن مخصصة لتكون وسيلة للتبادل وكانت قابلة للتداول فقط بين نقطتين بعيدتين.  صدرت أول نقود ورقية حقيقية في العالم في عهد أسرة سونغ ، وكانت عبارة عن سندات إذنية أصدرها التجار في سيتشوان والمعروفة باسم جياوزي ،  في عهد الإمبراطور تشينزونغ ‏ (997-1022) منحت حكومة أسرة سونغ احتكارًا لإنتاج أوراق جياوزي لستة عشر تاجرًا ثريًا في سيتشوان، حيث كان هؤلاء التجار بطيئين في استرداد أوراقهم وبدأ التضخم يؤثر على هذه الأوراق النقدية الخاصة، قامت الحكومة بتأميم النقود الورقية في عام 1023 تحت إشراف مكتب الصرف. وبما أن هذه الأوراق النقدية كانت مدعومة من الحكومة فقد حققت نجاحًا فوريًا واعتبرها الناس جديرة بالثقة مثل العملات النقدية ، وتشمل الأنواع الأخرى من الأوراق النقدية الصادرة في عهد أسرة سونغ هويزي وجوانزي .  قبل أن تغزو إمبراطورية المغول الصين، أصدرت أسرة جين أيضًا نقودًا ورقية.  
قبل تأسيس أسرة مينغ، عانت أسرة يوان المنغولية من حالة شديدة من التضخم المفرط مما جعل النقود الورقية التي أصدرتها عديمة القيمة.  وفي عهد أسرة يوان، ظلت العملات النقدية النحاسية متداولة مع النقوش Zhida Tongbao (至大通寶) و Dayuan Tongbao (大元通寶) و Zhizheng Tongbao (至正通寶) التي شكلت غالبية الإصدارات المتداولة و" سلاسل العملات النقدية " التي ظلت وحدة نقدية.   ثم بدأت الفضة في احتلال مكانة بارزة في الاقتصاد المغولي واستكملت بالنقود الورقية التي أصدرتها الحكومة .  وفي عهد قوبلاي خان، أُصدِرَت Zhongtong Jiaochao (中統交鈔) التي كانت قيمتها تعتمد على نسيج الحرير . في عهد كولوغ خان ‏ عام 1308، أُصدِر Zhiyuan Baochao (至元寶鈔) والذي اُستُكمِل بـ Zhida Yinchao (至大銀鈔) القائمة على الفضة، ولكن تودوِلَت لمدة عام واحد فقط. كانت السلسلة الأخيرة من النقود الورقية التي أصدرتها حكومة أسرة يوان من عام 1350 هي Zhizheng Jiaochao (至正交鈔). كان الاختلاف الرئيسي بين كيفية استخدام النقود الورقية في عهد المغول وفي عهد أسرة سونغ هو أنه في مناطق معينة من أسرة يوان، كانت الأوراق النقدية هي الشكل الوحيد المقبول للعملة ولم يكن من الممكن استبدالها بعملات نقدية نحاسية أو عملات فضية . كان يُعرف استبدال النقود الورقية بالنحاس أو الفضة باسم duìxiàn (兌現، "تحويل إلى مسكوكة") وهو السبب الرئيسي وراء اعتبار الأشكال السابقة من النقود الورقية موثوقة. نظراً لاعتماد هذه المناطق كلياً على النقود الورقية، تأثرت بشدة بالتضخم، إذ لم يكن بالإمكان تحويل أوراقها النقدية إلى عملة بناءً على أي قيمة جوهرية. لهذا السبب، سمح المغول لرعاياهم بمواصلة استخدام العملات النقدية المصنوعة من سبائك النحاس، وأصدروا عملات جديدة بين الحين والآخر. خلال العقود القليلة الأخيرة من حكم أسرة يوان، تسبب التضخم في فقدان الناس ثقتهم بالنقود الورقية، وأصبحت المقايضة أكثر وسائل التبادل شيوعاً.  
خلال بداية حكم المانشو للصين في عام 1644، بلغ إجمالي الإيرادات الإمبراطورية لسلالة تشينغ ما يقرب من 30 مليون تايل . وكانت نفقات الحكومة الإمبراطورية في ذلك الوقت متواضعة في المقابل. وخلال فترات التوازن في تاريخ سلالة تشينغ في القرنين السابع عشر والثامن عشر، تجاوزت الإيرادات الإمبراطورية النفقات الحكومية باستمرار، مما أدى إلى فائض نقدي كبير في الخزانة الصينية الإمبراطورية. وقد خلق اتساع الصين اتصالات سيئة عبر المكاتب الحكومية وشجع التراخي العام في الإدارة على جميع أنواع المخالفات في جميع أنحاء البلاد. وخلال مسار تمرد تايبينغ، ستشهد الصين وفاة ثلث شعبها مما أدى إلى تدمير اقتصادها بالكامل في هذه العملية. من بين أغنى 18 مقاطعة في الصين، تُركت 12 مقاطعة في حالة خراب، مما فرض ضغطًا كبيرًا على موارد حكومة سلالة تشينغ، مما أوشك على الانهيار، إذ زرع التمرد بذور المزيد من الكوارث التي أضرت باقتصاد الصين بشكل أكبر، وأدت في النهاية إلى سقوط سلالة تشينغ خلال القرن التالي. كان مصدر الدخل الرئيسي لحكومة سلالة تشينغ هو الضرائب. 
كانت ثورة تايبينغ أكبر حرب أهلية شهدتها الصين حتى تلك النقطة. كان جيش سلالة تشينغ للواء الأخضر وحاملي لوائه قد سقطوا منذ فترة طويلة في الاضمحلال، مما كشف عن الحالة المتداعية للجيش الصيني.  قرب نهاية عام 1851، أصدرت وزارة الإيرادات في بكين قوانين جمع الأموال العسكرية (餉事例).   بعد الهزائم المتكررة في ساحة المعركة التي عانت منها الحكومة الصينية، كان لا بد من جمع جيوش جديدة وأنواع جديدة من الجيوش. لهذه المهمة، اضطر الإمبراطور إلى اللجوء إلى المقاطعات. في النهاية، لم يكن أمام الحكومة الصينية الإمبراطورية أي سبيل سوى وضع المسؤولية الكاملة في هذه الوحدات المشكلة حديثًا بقيادة أمراء الحرب المحليين والأرستقراطيين. بحلول يناير من عام 1862، ساءت الظروف.  لم تتلق قوات زنغ الآن سوى 40% من رواتبهم، ومع ذلك، تأخر الدفع بما يصل إلى 15 شهرًا. وبدأت حالات الفرار تحدث الآن لأول مرة منذ 9 سنوات من القتال.  انسحبت الحكومة من الأساليب التقليدية لتمويل الحرب المركزية لأنها أثبتت عدم فعاليتها. في المقابل، سمحت للمقاطعات الصينية بمرونة أكبر في جمع الإيرادات من ذي قبل، وذلك بشكل رئيسي من خلال التوسع الكبير في بيع المكاتب ، وهو إجراء طوارئ مالية صيني عريق لوزارة الإيرادات في العاصمة، ولكن لم يُستَخدم على هذا النطاق من قبل الإدارات الإقليمية والعسكرية. كانت المكاتب التي تُعتبر سول هي مكاتب جيانشنغ (監生) وغونغشنغ (貢生). 
كانت سبائك الفضة المعروفة باسم السيسي جزءًا من النظام النقدي الصيني منذ حوالي أسرتي تانغ وسونغ، ولكن بسبب الندرة الطبيعية للفضة في الصين كانت نادرة وكان استخدام العملة الفضية مقصورًا على الطبقات العليا من المجتمع الصيني وكان استخدامها يُعطى كجزية، أو لدفع الرشاوى، أو للتبرع بها، كما استُخدمت السيسيس الفضية أيضًا كوسيلة لنقل الأموال الكبيرة لمسافات طويلة وكذلك لتخزين الثروة، واستخدمتها الحكومة لدفع النفقات العسكرية.  تغير كل هذا عندما بدأت أسرة مينغ التجارة مع البرتغاليين خلال القرن السادس عشر، حيث دخلت كميات كبيرة من الفضة الأوروبية إلى ميناء قوانغتشو التجاري مما أدى إلى فائض كبير من المعدن في الصين حيث بدأ التجار في استخدام الفضة لدفع ضرائبهم. زادت كميات الفضة المتدفقة بشكل كبير بعد أن أُجبرت أسرة تشينغ على فتح المزيد من الموانئ بعد حروب الأفيون . نظرًا لأن نظام الفضة المتداول في الصين نادرًا ما كان بنفس درجة الدقة، فقد كان من الضروري ابتكار وحدة حسابية قياسية، وقد أصبحت وحدة التبادل هذه للفضة المحاسبية تُعرف في اللغة الإنجليزية باسم " tael " (والتي تُنطق بنفس طريقة نطق الكلمة الإنجليزية "tail"). 
لم يكن التايل بحد ذاته عملة، بل كان وزنًا يُستخدم لتمثيل أونصة واحدة نقية من الفضة التجارية. ولأن الصين كانت دولة كبيرة نسبيًا، حيث تتفاوت العادات المحلية تفاوتًا كبيرًا، فإن الأونصة في مكان ما قد لا تكون بالضرورة أونصة في جزء آخر من الصين. ونتيجةً لذلك، استُخدمت مجموعة كبيرة ومتنوعة من الموازين المختلفة في جميع أنحاء الصين من قِبل مختلف المهن، وكان كل منها يختلف إلى حد ما عن الموازين الأخرى المستخدمة في مختلف مجالات التجارة. 

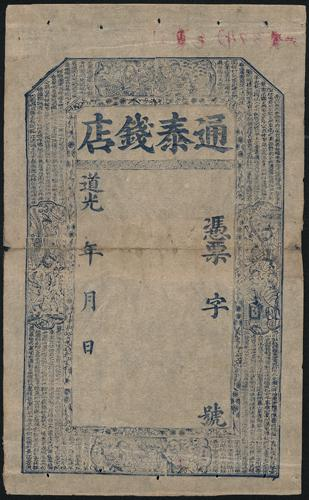
ورقة نقدية خاصة من متجر تونغ تاي للصرافة في عصر داوغوانغ. خلال تلك الحقبة، لم تُصدر حكومة المانشو أوراقًا نقدية خاصة بها.

لا يمكن إلقاء اللوم بالكامل على إمبراطور شيانفينج في الأزمة النقدية التي شهدتها أسرة تشينغ خلال هذه الحقبة. كانت السياسة النقدية لحكومة تشينغ فعالة لأكثر من 160 عامًا، ولكن في عهد الإمبراطور داوجوانج ‏ ، الذي سبق عهد شيانفينج، أصبحت المشاكل المتأصلة في النظام واضحة. نشأت 3 قضايا رئيسية مع النظام.  أولاً، أصبحت العملات النقدية منخفضة القيمة بسبب المسؤولين غير الأمناء وفشل إمدادات النحاس المعتمدة على مناجم النحاس في يونان التي حُظِرَت من قبل المتمردين. ثانيًا، لم يتمكن قطاع الفضة الصيني، بنظام لوفانغ (الذي كان عبارة عن صهر خاص للسييس)،  من تلبية متطلبات القطاع التجاري الصيني بشكل كافٍ؛ وثالثًا، حكمت أسرة تشينغ حكومة أثبتت عجزها عن فرض السياسة النقدية التي نجحت بشكل جيد في السلالات السابقة.  بلغت هذه العوامل ذروتها حوالي عام شيانفينغ الثالث (1853).  وبحلول ذلك الوقت، كانت جيوش المتمردين من مملكة تايبينغ السماوية قد استولت على مدينة نانجينغ وأقامت عاصمتها هناك. الأمر الذي استدعى اتخاذ تدابير تتجاوز الحلول التقليدية. 
بحلول وقت حدوث هذا الحدث، كانت الخزانة الصينية الإمبراطورية فارغة تقريبًا. أدرك زينغ غوفان أن جيشه لا يمكنه البقاء على قيد الحياة من الأراضي في مقاطعات Anhui و Jiangsu و Zhejiang التي يغزوها المتمردون. منذ أن تعرضت مقاطعة Jiangxi للاعتداء قليلاً من قبل متمردي تايبينغ في نهاية عام 1858، أصبح Zeng معتمدًا على مقاطعة Jiangxi للحصول على إمداداته العسكرية وجعل دفاعها جزءًا أساسيًا من استراتيجيته لمكافحة التمرد.   كانت المصادر الرئيسية للدخل في المقاطعة في ذلك الوقت تعتمد على الزراعة؛ ومع ذلك، غالبًا ما تعطل جمع البيانات الإحصائية التي جمعها الجهاز البيروقراطي الذي استند إليه نظام الضرائب تمامًا أثناء توغلات تايبينغ في المنطقة، مما حرم وزارة الإيرادات من قاعدتها التي تجمع عليها هذه الضرائب. وقد أدى ذلك إلى عدم دفع ضرائب الأراضي وإتاوات الحبوب التي كانت المصدرين الرئيسيين للإيرادات إلى حد كبير إلى الحكومة المركزية في بكين.  بالإضافة إلى ذلك، غالبًا ما كانت الضرائب المُحصّلة تُحوّل إلى خزائن المقاطعات المحلية لتغطية النفقات العسكرية للمقاطعات. وللتعويض جزئيًا عن هذه الخسائر، فُرضت ضريبة "ليجين". خلال ثورة تايبينغ بأكملها، لم تكن هناك أموال كافية لإدارة الحكومة الصينية ودفع رواتب الجيش لسحق الثورة. 
اتخذت هذه الضرائب التي جمعتها الحكومة الصينية الإمبراطورية ‏ أشكالاً مختلفة عديدة؛ أهمها نظام ضريبة الأراضي، وضريبة الحبوب، ونظام الإيرادات الجمركية الإمبراطورية، وضريبة احتكار الملح، وليجين، والضرائب والرسوم المتنوعة المفروضة على الشعب. منذ العصور القديمة، أنتجت ضريبة الأراضي ما يصل إلى ثلثي إجمالي إيرادات الحكومة الصينية.   في الصين، تاريخيًا، كانت جميع الأراضي داخل أراضيها تعتبر ملكًا للإمبراطور ، حيث اكتسبها الملك من خلال الغزو. ومع ذلك، تُركت كيفية استخدام هذه الأرض لأولئك الذين احتلوها وعاشوا عليها مقابل ضريبة سنوية بناءً على القيمة الإيجارية للأرض المعنية. في عام 1713، حدد الإمبراطور كانغشي الإيجار الذي جمعته الحكومة الصينية الإمبراطورية عند تايل لكل 6 مو (أو فدان واحد) من الأرض وأصدر مرسومًا بأن هذه النسبة يجب أن تظل ثابتة طوال الوقت.   ومع ذلك، من وقت لآخر، خُفِّضَت ضريبة الأرض الفعلية التي جمعتها الحكومة الصينية في بعض المناطق حيث كان ذلك ضروريًا نتيجة للكوارث الطبيعية مثل الفيضانات والزلازل والكوارث البشرية مثل التمردات والانتفاضات. 
تمتعت المقاطعات الصينية الأكثر تضررًا من تمرد تايبينغ، وهي آنهوي وتشجيانغ، وخنان، وجيانغشي، وجيانغسو، وقويتشو، وسيتشوان، بإعفاءات ضريبية أقرتها الحكومة لعقود، وذلك نتيجةً للدمار الذي ألحقه بها تمرد تايبينغ.  وقد ساهم هذا الإعفاء الضريبي في خسارة كبيرة لإيرادات الحكومة الإمبراطورية التي كانت قد جنتها سابقًا من تلك المقاطعات. وانخفضت عائدات ضرائب الأراضي المحصلة خلال تلك الحقبة على مستوى المقاطعات بشكل كبير. وشاعت مخالفات جسيمة وابتزازات جماعية من جانب جباة الضرائب المحليين. 
كانت ضريبة الحبوب ثاني أهم ضريبة جمعتها الحكومة الصينية الإمبراطورية.  حُددت حصص سنوية، لكنها اقتصرت على المقاطعات الخمس عشرة ذات التربة الخصبة، الواقعة جميعها على طول حوض نهر اليانغتسي. وحُددت الحصص التي حددتها الحكومة الصينية الإمبراطورية بناءً على إنتاجية الحبوب المحلية في هذه المقاطعات. 
فرضت الحكومة الصينية رسومًا جمركية على الجمارك والبضائع التي دخلت الصين منذ العصور القديمة التي يرجع تاريخها إلى نفس عصر الأرض. ومع الفتح القسري لأبواب أسرة تشينغ بعد حروب الأفيون والزيادة التالية في التجارة البحرية مع الدول الأجنبية، اكتسبت الرسوم الجمركية مستوى متزايدًا من الأهمية في نظام الضرائب الصيني. قبل عام 1854، كانت تُمارس نفس الإدارة المتساهلة إلى حد ما وخفة اليد مع تحصيل جمارك الاستيراد كما مارستها الحكومة الصينية مع ضريبة الأراضي.   في سبتمبر 1853، حدث حدث من شأنه أن يغير طريقة تحصيل هذه الجمارك إلى الأبد، وفي هذه العملية، أدى هذا الحدث إلى تحويل الجمارك البحرية الصينية إلى قوة كفؤة وعالية الكفاءة للحصول على عائدات ضريبية للحكومة الصينية. في سبتمبر من عام 1853، هدد متمردو تايبينغ، الذين شقوا طريقهم إلى أسفل وادي اليانغتسي بينما تركوا الكثير من الدمار في أعقابهم، مدينة شنغهاي الساحلية.  لم يضيع مسؤولو الحكومة الصينية الموالون أي وقت في الفرار إلى مستوطنة شنغهاي الدولية التي كانت محمية بمدافع السفن الحربية الأجنبية المتمركزة هناك. كانت جمارك شنغهاي قد تُخُلِّيَ عنها بحلول هذا الوقت.  جاء التجار ورجال الأعمال الأجانب، الذين رفضوا دفع الرسوم للمسؤولين الصينيين غير المصرح لهم، للإعلان عن سلعهم المستوردة بدلاً من ذلك إلى القنصليات التي تمثلهم في المدينة حتى يمكن إعادة فتح الجمارك الصينية. أدى هذا إلى قدر كبير من عبء العمل على هذه القنصليات الأجنبية، حيث كانت الأموال التي تُجمَع من خلال الرسوم الجمركية تستند إلى ضريبة القيمة المضافة بنسبة 5٪ على جميع الواردات والصادرات في شنغهاي.   أنشأ المسؤولون القنصليون الأجانب، الذين لم يتمكنوا من التعامل مع هذا الحجم الكبير، خدمة الجمارك البحرية ليديرها ممثلون قنصليون بريطانيون، وأمريكيون، وفرنسيون وأعطوا هذا المكتب مهمة تحصيل جميع الرسوم الجمركية على السلع المتداولة. نظرًا لأنه في ذلك الوقت كان المفتش البريطاني فقط قادرًا على التحدث باللغة الصينية الماندرين ، فقد سُلِّمَ منصب المفتش العام.  كان من النادر جدًا أن يكون للتجار الصينيين المعاصرين الذين قدموا إلى مستوطنة شنغهاي الدولية أي اتصال سابق مع أشخاص غربيين. يمكن لهؤلاء الأشخاص الآن ملاحظة ممارسات الأعمال الغربية وإدارتها عن كثب للغاية. أدرك بعض هؤلاء اللاجئين الذين فروا إلى المستوطنة الدولية بسرعة أن بلادهم ستستفيد إذا اتبعت الصين مثال الغرب. أدت هذه الانطباعات عن الفطنة التجارية الأجنبية المكتسبة خلال هذه الحقبة، إلى جانب التعاون الناشئ عن الحاجة في هذا الوقت الفوضوي في تاريخ الصين، إلى إنشاء أول شركات شحن صينية حديثة ومؤسسات تجارية مماثلة.   نُظِّمت الجمارك البحرية الإمبراطورية بشكل جيد لدرجة أنها أصبحت نموذجًا للكفاءة، لدرجة أن البريطانيين لم يتخلوا أبدًا عن سيطرتهم على هذا النظام خلال الصين الإمبراطورية، واستمر المانشو في هذا الترتيب حتى نهاية سلالة تشينغ. 
منذ العصور القديمة في الصين، كانت تجارة الملح تُعامل كاحتكار حكومي. وصف جون إي. ساندروك إدارة هذه السلعة بأنها "معقدة للغاية، لدرجة أنها تبدو، بالمقارنة، مجرد لعبة أطفال."  ونظرًا لعدم توزيع الملح بشكل متساوٍ في جميع أنحاء الأراضي الصينية، قُسِّمت الصين إلى عدة مقاطعات في محاولة لتحقيق التوازن في الظروف الطبيعية في مختلف المناطق.  ووُضع جدول زمني لتحصيل الضرائب، على غرار ما هو متبع في تجارة الملح الصينية. فُرضت ضرائب أعلى بكثير على المستهلكين بالقرب من البحر، على سبيل المثال، مما شجع الجميع على تبخير ملحهم، بينما في الأماكن التي لا يُنتج فيها ملح، كانت الضريبة المرتفعة تُقلل الاستهلاك، مما يُقلل الإيرادات. ومن خلال هذا التعديل الدقيق لضريبة الملح الصينية، حافظت الخزانة الإمبراطورية الصينية على تدفق ثابت للدخل بنسب كبيرة. 
كان خامس مصادر الإيرادات الإمبراطورية هو الأكثر تنوعًا بلا منازع. كانت هذه "الضرائب والرسوم المتنوعة"، وقد شملت هذه الفئة كل ما يمكن تخيله. كانت هناك ضرائب منفصلة على الصكوك، والخمور، والتبغ، والشاي، والسكر، والأخشاب، على سبيل المثال لا الحصر. كما فُرضت ضرائب على إدارة الأعمال التجارية، وضريبة على التعدين، وضريبة على الجزارين، وضريبة على محلات الرهن، وضريبة على صيد الأسماك. في الواقع، لم يتغير إلا القليل جدًا على مر السنين. فُرضت الرسوم على سلع مثل الحبوب، والحرير، والماشية، والعربات، والنفط، والقطن، والإبل، والخيزران، والكبريت، والقماش، وغيرها.   وعلى الرغم من اتساع نطاق الضرائب والرسوم المذكورة أعلاه، إلا أن كل ضريبة في حد ذاتها كانت ضئيلة جدًا وذات أهمية ضئيلة للفرد في الصين، إلا أنها في المجمل كانت ذات أهمية كبيرة للحكومة الصينية. شكّل تحصيل هذه الإيرادات المتنوعة ومحاسبتها كابوسًا إداريًا حقيقيًا لهيئات الضرائب الحكومية الصينية الإمبراطورية. 
كوسيلة لتعزيز الإيرادات، فرضت الحكومة الصينية ضريبة ليجين ‏ (釐金، وتعني "مساهمة قدرها ألف" باللغة الصينية الماندرينية، أو 1‰) والتي أثبتت نجاحها الباهر؛ إلا أن هذه الضريبة أعاقت التجارة والبدء بشكل كبير.   كانت الليجين ضريبة تُفرض على السلع المتداولة. أُنشئت نقاط تجميع ليجين على جميع الطرق السريعة والممرات المائية في الصين.  بالإضافة إلى ذلك، كانت تُجبى ضريبة الليجين عند كل معبر حدودي بين المقاطعات الصينية وعند جميع بوابات المدن. يجب أن تمر الأخشاب القادمة من أعالي نهر يالو والمتجهة إلى العاصمة بكين عبر ما لا يقل عن 68 محطة تفتيش ليتم فرض الضريبة عليها. أضافت الليجين المُحصلة ما لا يقل عن 17% إلى تكلفة هذه المواد. حددت ضريبة الليجين المبلغ المُحصل في أي مقاطعة بنسبة 10%. أدت الرسوم المُحصلة على السلع المارة إلى تباطؤ كبير في تدفق الأعمال داخل الصين.   نجا نظام ليجين من سقوط أسرة تشينغ لأنه كان مصدرًا رئيسيًا للإيرادات. شكلت ضريبة ليجين المصدر الرئيسي للدخل للمقاطعات الصينية وكانت ضرورية للغاية للعمليات العسكرية التي أجراها تسنغ جوفان. حددت وزارة الإيرادات الأموال التي يجب إرسالها إلى الحكومة المركزية في بكين والتي يمكن الاحتفاظ بها للاستخدام المحلي للمقاطعات. أثبتت حقيقة أن الدفع العسكري للقوات الإقليمية كان في بعض الأحيان من 8 إلى 9 أشهر في بعض المناطق أن الأموال ذهبت في كثير من الأحيان إلى بكين بدلاً من خزائن الحكومات الإقليمية. 
كان أحد المخططات التي قدمتها الحكومة الصينية الإمبراطورية لجمع الأموال هو السماح للحكومات الإقليمية ببيع شهادات الأكاديمية الإمبراطورية، وجُمِعَت الأرباح من هذا في صندوق يُعرف باسم صندوق جيانشنغ الفضي (監銀). في عهد الإمبراطور داوجوانج ‏ ، احتفظت خزائن المقاطعات بحوالي 48٪ من الأموال المكتسبة من هذا المخطط في احتياطيات الحبوب الإقليمية المعروفة باسم تشانغبينغكانغ (常平倉) واحتياطيات الفضة الإقليمية المعروفة باسم فينغزوين (封貯銀)، كانت وزارة الإيرادات تحاول وضع يديها على ثلث هذه الاحتياطيات، واقترضت فعليًا مقابل الدخل المتوقع لصناديق جيانشنغ الفضية الإقليمية التي كانت تغذي هذه الاحتياطيات.  لم يكن هذا المخطط فعالًا إلا إذا كانت الحكومة الصينية الإمبراطورية تمتلك جوائز مكانة (والتي كانت رأس مال رمزي) يرغب الناس بالفعل في شرائها باستخدام رأس مال اقتصادي حقيقي، وكان يتعين على الحكومة الإمبراطورية أن تكون قادرة على إملاء أسعار هذه الجوائز الرمزية بشكل تعسفي، كما كانت ستحافظ أيضًا على السيطرة الكاملة على عملية بيع هذه الجوائز.  انتقد الرقيب الصيني هواشانا (花沙納) بشدة خطة وزارة الإيرادات الرامية إلى تحقيق الربح، والمتمثلة في بيع شهادات وألقاب امتحانات المقاطعات (舉人)، وهو أمر لم يُسمح به قط في تاريخ الصين قبل أن يُظهر مدى يأس وزارة الإيرادات آنذاك من جني الأموال لمواصلة خوض الحرب الباهظة. أشاد هواشانا بفكرة إصدار النقود الورقية كبديل أفضل بكثير من بيع المكاتب والشهادات، ولكن على الرغم من موقفه المناهض لبيع المكاتب، إلا أنه لم يدع إلى إلغائها.
خلال القرن التاسع عشر، بلغت تجارة الصين في سلع مثل الشاي، والحرير، والحبوب حجمًا هائلًا، لدرجة أن هذه التجارة فرضت ضغوطًا هائلة على نظام العملة الصيني القائم على العملات النقدية المصنوعة من سبائك النحاس. خلال هذه الفترة، كان لا بد من تحويل الإيرادات الصينية الإمبراطورية إلى العاصمة بكين ودفع الرواتب المؤقتة. في ذلك الوقت، كان نقل كميات كبيرة من سبائك المعادن الثمينة مكلفًا ومحفوفًا بالمخاطر.  ومع اندلاع تمرد تايبينغ، ازدادت خطورة التعامل في الأموال والإيرادات. وللتغلب على هذه الصعوبات الجديدة، توسعت بنوك شانشي القائمة (票号، "بنوك السحب" أو "بنوك التحويلات"، والتي اكتسبت هذا اللقب لأن معظم بنوك التحويلات كانت مملوكة ومدارة من قبل تجار من مقاطعة شانشي ،  في الوقت نفسه، أطلق الأجانب في الصين على هذه المؤسسات اسم "البنوك المحلية" لوصف بنوك شانشي وكبار مُقرضي الأموال الذين تراكمت لديهم رؤوس أموال كافية لتقديم القروض) بشكل كبير لتلبية هذا الطلب. كانت الوظيفة الرئيسية لبنوك شانشي في الظروف العادية هي إرسال العملة إلى أماكن أبعد للدفع مقابل السلع والخدمات المتداولة.   مقابل هذه الخدمة، فرضت بنوك التحويلات رسومًا تتراوح من 2٪ إلى 6٪. وخلال سير العمل المعتاد، احتفظت هذه البنوك أيضًا بأموال حكومة تشينغ الصينية للصرف. ونظرًا لأن بنوك شانشي كانت ممثلة بقوة في شمال الصين، فقد رأت الحكومة الصينية أنه من الطبيعي أن تُختار هذه البنوك لصرف أوراق التايل هوبو جوانبياو من خلال خدماتها.  كانت بنوك شانشي نشطة غالبًا في موانئ المعاهدات ‏ المخصصة لتنمية أعمال التجار الصينيين والتجار الأجانب على حد سواء. كانت بنوك شانشي تميل إلى أن تكون تنافسية للغاية بطبيعتها وتعاونت على نطاق واسع مع فروع أخرى من المؤسسات المصرفية في نطاقها الخاص، وغالبًا ما كانت ترسل أخبارًا مهمة متعلقة بالبنوك إلى البنوك الأعضاء عن طريق الحمام الزاجل .  قبل إدخال السكك الحديدية إلى الصين، اعتمد الاقتصاد الصيني بشكل كبير على بنوك شانشي لتمويل التجارة بين المدن. في شمال الصين، كانت الجمال هي وسيلة النقل البري المفضلة نظرًا لقدرة هذه الحيوانات على التكيف مع ظروف شمال الصين بينما لم تستطع حيوانات أخرى كثيرة ذلك، وقد استخدمت بنوك شانشي الجمال في الشمال للنقل.  كانت بنوك شانشي وغيرها من الشركات المصرفية الصينية أساسية في ربط مختلف الأنظمة النقدية المتداولة في الصين في ذلك الوقت من خلال تسهيل التجارة بين المناطق، وتوفير الائتمان للتجار، والتعاون في أوقات الأزمات. كان من المعتاد على سبيل المثال أن تقدم بنوك شنغهاي سلفًا لأصحاب السفن غير المرخصة الذين كانوا يعملون في تجارة نقل الأرز إلى الشمال، محتفظين بسفنهم كضمان. كانت هذه السفن غير المرخصة بعد تفريغ حمولتها من الأرز في الميناء، تعود بشحنات من الزيت والبازلاء وكعك الفاصوليا ومنتجات أخرى للتجارة. 
في عام ١٨٥٨، حدثت أزمة عندما سمحت بنوك شنغهاي للتجار باقتراض المال لدفع ثمن استيراد مختلف المنتجات والبضائع الأجنبية، على أمل أن تعود سفن الجزية محملة بالنفط والمواد الغذائية بقيمة تكفي لتعويض السلفة التي دفعتها بنوك شنغهاي. ومع ذلك، في ذلك الوقت، كانت حرب الأفيون الثانية تدور رحاها مع المملكة المتحدة وفرنسا في الأجزاء الشمالية من الصين.  غرقت سفن الجزية في رحلة عودتها إلى شنغهاي. لو طُلب على الفور الحصول على سبائك من المعادن النفيسة كالذهب والفضة لتغطية الخسارة التي حدثت خلال هذه الأزمة، لكانت بنوك شنغهاي قد أفلست. بتحالفها مع مجموعة شانشي، مُنحت بنوك شنغهاي المحلية وقتًا من حاملي الأوراق النقدية للحصول على الأموال اللازمة من مدن صينية أخرى، وبالتالي تُجُنِّبَت الأزمة التي كان من الممكن أن تؤثر سلبًا على اقتصاد شنغهاي . 
تسببت ثورة تايبينغ في سقوط حكومة أسرة تشينغ في دوامة ديون متطرفة مما أجبرها على إعادة النظر في إدخال النقود الورقية كوسيلة للتبادل.  وقد أعلنت الحكومة الإمبراطورية عن ذلك باعتباره شرًا ضروريًا بسبب نقص البرونز مما يعني أنه يجب تقليص إنتاج العملات النقدية بشكل كبير. كان الشعب الصيني الفقير لعدة قرون ضد فكرة إصدارات النقود الورقية بأي شكل من الأشكال ولن يقبلها لأي سبب من الأسباب.  قبل نصف قرن في عام 1814، عندما قدم كاي تشيدينغ (蔡之定، تساي تشيه تينغ)، الذي كان مسؤولًا كبيرًا في وزارة الدولة، التماسًا إلى محكمة إمبراطور جيا تشينغ ‏ يدعو إلى استئناف العملة الورقية، ورُفِضَ هذا الطلب. وُبِّخ كاي بشدة لاحقًا في نصب تذكاري للإمبراطور جيا تشينغ، حيث أشار إلى أن الحكومة الصينية أو أي فرد في الماضي لم يستفد من تداول العملة الورقية.  ولم يكن موقف الإمبراطور جيا تشينغ مُبرَّرًا تمامًا في تأكيد موقفه ضد العملة الورقية، إذ كانت أوراق الحكومة في عهد مينغ منذ طرحها غير قابلة للتحويل إلى عملات معدنية. ومع عدم وجود دعم حكومي بأي شكل آخر من أشكال العملة، انخفضت قيمة هذه الأوراق بسرعة. وبينما قد يبدو هذا منطقيًا اليوم، كان على الصينيين أن يتعلموا هذا الدرس بالطريقة الصعبة.  
كان أول تغيير جذري في النظام النقدي الصيني يتمثل في تفويض وإدخال "عملات نقدية كبيرة" (大錢 - تُعرف اليوم باسم عملات نقدية متعددة).  واعتُبر هذا القياس أحد الخيارات المتبقية الوحيدة، وفي الوقت نفسه قررت حكومة تشينغ إعادة إدخال العملة الورقية.   تألفت النقود الورقية لشيانفنغ من نوعين من الأوراق النقدية الورقية، الأول مقوم بالعملة الصينية، أو النقود النحاسية؛ والثاني بالتايل الفضي.  

### مقدمة لأوراق كنز تشينغ النقدية

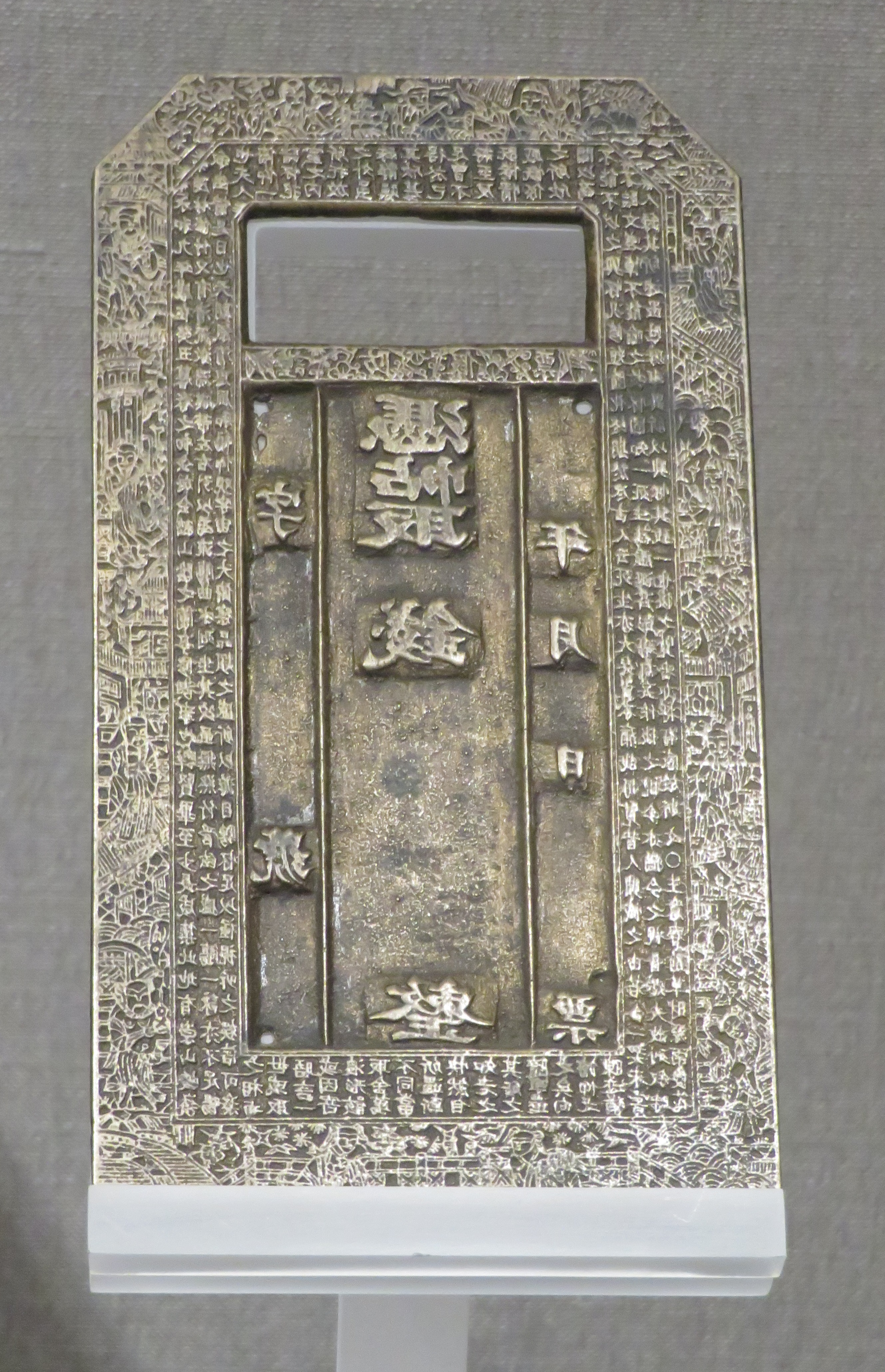
لوحة طباعة لأوراق كنز تشينغ النقدية في مجموعة متحف منغوليا الداخلية.

نظرًا لأن عامة السكان في عهد أسرة تشينغ في ذلك الوقت كانوا يعيشون في فقر مدقع، فقد كانت سلعة النحاس هي أساس النظام النقدي الصيني حيث كانت غالبية الشعب الصيني تتمتع بقوة اقتصادية ضئيلة للغاية وبالكاد يمكنهم البقاء على قيد الحياة من دخلهم، وعلى النقيض من ذلك كانت الفضة هي العملة المفضلة لمجتمع الطبقة العليا بما في ذلك التجار والمتاجرين والأرستقراطيين.  لم يعرف ملايين الفلاحين الصينيين لآلاف السنين أي وسيلة أخرى للتبادل سوى العملات النقدية المصنوعة من سبائك النحاس .  اُحتُسِبَت جميع المشتريات اليومية لعامة الناس بالعملات النقدية. حُدِّدَت إعادة إدخال النقود الورقية على وجه التحديد بالعملات النقدية المصنوعة من سبائك النحاس للسماح لعامة الشعب الصيني بالثقة فيها، وبالمقارنة، لم يكن من الممكن تحويل النقود الورقية التي استخدمتها أسرة مينغ إلى عملات معدنية من أي نوع مما ثبت أنه قرار كارثي للغاية لأنه أحبط بشكل فعال إعادة إدخال النقود الورقية في الصين حتى هذه النقطة.  ومع ذلك، جلبت ثورة تايبينغ دمارًا واسع النطاق وتكاليف دفاعية باهظة لدرجة أن إدارة شيانفينغ شعرت في غضون 3 سنوات بأنها مضطرة إلى إعادة اعتماد العملة الورقية.   وفي الوقت نفسه، بدأت دور سك العملة في جميع أنحاء الصين في إصدار كمية كبيرة من عملات داتشيان الجديدة، والتي تجاوزت قيمتها الاسمية قيمتها النحاسية الجوهرية بكثير. ثبت أن كلتا العملتين أصبحتا تضخميتين للغاية بمرور الوقت، مما أدى إلى اضطراب سعر صرف النحاس مقابل الفضة في السوق وأدى إلى اضطرابات بين الناس.  
في حين كانت النفقات العسكرية هي السبب الرئيسي لعودة حكومة سلالة تشينغ إلى إصدار الأوراق النقدية مرة أخرى بعد أربعمائة عام من عدم استخدامها.  كانت هناك أيضًا حجج أخرى لصالح العملة الورقية؛ لم ينس الشعب الصيني تمامًا المزايا السابقة لاعتماد العملات الورقية. ادعى الأشخاص الذين يؤيدون إعادة إدخال النقود الإلزامية أنه يمكن إنتاجها بتكلفة ضئيلة ويمكن تداولها على نطاق واسع داخل الإمبراطورية الصينية. نظرًا لخفة وزنها، يمكن حمل النقود الورقية بين التجار والمسؤولين بسهولة وإخفائها على الشخص على عكس سلاسل العملات النقدية التي كانت دائمًا مرئية وهدفًا منخفض الجهد للصوص المحتملين.  كانت حجة أخرى لصالح ذلك هي أن الأوراق النقدية لا يمكن تقسيمها إلى درجات مختلفة من النقاء كما هو معتاد بالنسبة للمعادن الثمينة مثل الفضة. ولا يلزم وزن النقود الورقية عند استخدامها في معاملة نقدية.  ولا يمكن لمقرضي الأموال غير الأمناء قص الأوراق النقدية كما كان الحال في كثير من الأحيان مع العملات الفضية والسيسي.  كانت أقوى الحجج لصالح استخدام الورق بدلاً من العملات الصعبة من وجهة نظر الحكومة ذات شقين.  السبب الأول هو أنه إذا حل الورق محل النحاس وتوقف استخدام سبائك النحاس في صب العملات النقدية، فيمكن استخدام النحاس المدخر في إنتاج الأسلحة للجيوش الصينية الإمبراطورية والإقليمية.  السبب الثاني هو أنه في حالة استبدال العملات الفضية، إذا أمكن إقناع الطبقات التجارية (التجار) والتجارية (أصحاب الأعمال) بقبول الأوراق النقدية بدلاً من الفضة، فيمكن تخزين الفضة المدخرات في خزائن الحكومة.  
في النهاية، سادت الحجج لإعادة إدخال النقود الورقية، وطُرحت ورقة كنز تشينغ وورقة تشينغ هوبو قوانبياو في عام شيانفينغ الثالث (1853).  وقد طرحت الحكومة الأوراق النقدية المقومة بعملات نقدية من سبائك النحاس والأوراق النقدية المقومة بالتايل الفضي في السوق الصينية في وقت واحد.  وعلى عكس أوراق كنز مينغ السابقة، كان من المفترض أن تدعم الحكومة هذه الأوراق النقدية، وكان من المفترض أن تكون قابلة للتحويل بالكامل عند الطلب. وكان يُشار إلى الأوراق النقدية المقومة بعملات نقدية من سبائك النحاس باسم تشاوبياو (鈔票، أو "الأوراق النقدية الثمينة") وتشيانبياو (錢票، أو "الأوراق النقدية"، والتي كانت إشارة إلى قابليتها (الأولية) للتحويل إلى سلاسل من العملات النقدية من سبائك النحاس).  في عام شيانفينج 3 (1853) منحت وزارة الإيرادات أيضًا تفويضًا للحكومات الإقليمية المحلية في الصين لإصدار أوراق نقدية مقومة بعملات نقدية من سبائك النحاس وتايل فضية مباشرة، وحملت هذه الأوراق النقدية ختمها الرسمي وكانت صالحة في جميع أنحاء الإمبراطورية.  بدلاً من تقديم أوراق كنز تشينغ بسلاسة إلى الأسواق المحلية، أُغرِقَ بها (لانفا) موردو السلع والخدمات إلى بيروقراطية حكومة تشينغ ولم تُقبل بسهولة في مدفوعات الضرائب للحكومة من قبل هؤلاء الموردين أنفسهم. 
على عكس أوراق تايل هوبو جوانبياو، حظيت أوراق نقدية من فئة كنز تشينغ باستقبال جيد في البداية من قبل السوق الصينية.  في حين تشير التقارير الحكومية إلى أن أصحاب الأعمال الخاصة والمتاجر غالبًا ما يرفضون أوراق كنز تشينغ ، إلا أنه كان من السهل استبدالها بالأوراق النقدية الصادرة عن البنوك الرسمية.  نظرًا لأن المتاجر غالبًا ما ترفضها، فقد تم تصنيف أوراق نقدية من فئة كنز تشينغ بالوين ، بدلاً من النقود الحضرية (京錢، Jingqian)، وهي وحدة العملة المستخدمة عادةً في الأوراق النقدية الخاصة في بكين.  يمكن أيضًا شراء ورقة كنز تشينغ بسهولة من البنوك الرسمية بخصم واستخدامها لدفع الضرائب وشراء الألقاب. 
وبما أن حكومة أسرة تشينغ أدركت بسرعة أن الأوراق النقدية المقومة بعملات نقدية من سبائك النحاس كانت أكثر شيوعًا من تلك المقومة بالفضة، بسبب القيمة الاسمية المرتفعة نسبيًا للأخيرة، بدأت الحكومة الإمبراطورية في الترويج لأوراق كنز تشينغ النقدية بشكل أكبر.  في عام 1855، كثفت الحكومة إنتاج الأوراق النقدية وأنشأت 5 بنوك حكومية أخرى لمجموعة يو لتبادلها.  لم يكن لدى بنوك يو احتياطيات كافية لتبادل أوراق كنز تشينغ النقدية مقابل النحاس الحقيقي، لذلك قاموا بتبادلها مقابل أوراقهم النقدية الخاصة.  نظرًا لأن بنوك يو أصدرت أوراقًا نقدية مفرطة بشكل خطير مقارنة باحتياطياتها المحدودة للغاية، فقد أغلقت جميعها أبوابها في عام 1857.  
صدرت سلسلة من السنة الثالثة من حكم شيانفينغ (1853) وإصدارات متتالية من الأوراق النقدية المصنوعة من سبائك النحاس بفئات 500 ون و1000 ون، و1500 ون، و2000 ون .  وفي وقت لاحق، ومع الانخفاض الحاد في قيمة العملة في النظام النقدي الجديد الذي نتج عن التضخم، صدرت أوراق نقدية بفئات أعلى. وشملت هذه الفئات 5000 ون، و10000 ون، و50000 ون، و100000 ون والتي صدرت من عام شيانفينغ السادس حتى عام شيانفينغ التاسع.  
خلال هذه الفترة، بدأت تسعة بنوك حكومية في بكين (أربعة منها مؤسسات حديثة التأسيس) بإصدار نوع آخر من الأوراق النقدية يُعرف باسم "جوانهاو تشيانبياو" (官號錢票). كانت هذه الأوراق النقدية مدعومة بأموال محفوظة في داكيان بدلاً من العملات النقدية التقليدية. صُممت "جوانهاو تشيانبياو" على غرار الأوراق النقدية الخاصة المعروفة باسم "سيهاو تشيانبياو" (私號錢票)، واستمر تداول هذه الأوراق النقدية الخاصة جنبًا إلى جنب مع العملات الجديدة.  كان كل من Guanhao Qianpiao و Sihao Qianpiao يعتمدان على وحدة المحاسبة Jingqian للعملات النقدية كما كانت مستخدمة في بكين، وهذا يعني أنه على سبيل المثال، إذا قام شخص ما بتبادل أوراق نقدية بقيمة 15000 ون من Guanhao Qianpiao أو Sihao Qianpiao في عام 1861، فلن يتلقى سوى 7500 ون من العملات المعدنية المادية (أو 750 عملة نقدية بقيمة 10 ون لتكون أكثر دقة). كانت هذه الممارسة غير متكافئة حيث أشارت وثائق الحكومة إلى سلسلة من العملات النقدية بقيمة 1000 ون بينما دفعت 500 ون فقط لهذه الأوراق النقدية. 
كان من المفترض أن تتمتع أوراق كنز تشينغ النقدية بالتداول في جميع أراضي سلالة تشينغ. ولتسهيل هذا التبني الواسع للعملة الورقية الجديدة، أُصدِرَت أوراق كنز تشينغ النقدية للعامة من خلال بنوك شبه رسمية تُعرف باسم بنوك يو وبنوك تشيان ومجموعات بنوك تيان ، وكانت هذه البنوك شبه الرسمية بمثابة الوكلاء الماليين لوزارة الإيرادات.   ومع ذلك، في الواقع، كانت هذه المجموعات المصرفية مستقلة عن الحكومة الصينية وعن بعضها البعض ولم تكن تحت أي شكل من أشكال الإشراف الحكومي الإمبراطوري. كان هناك 5 "بنوك يو" والتي كانت بنوكًا صينية خاصة قائمة بالفعل، بينما كان بنكا تشيان وتيان متاجر نقدية كبيرة حصلت على ترخيص حكومي لتوزيع العملة الورقية الجديدة.  كما حققت متاجر تيان غرض كونها متاجر رهن ممولة من القطاع العام، حيث تعاملت في كل من العناصر المرهونة والودائع. من المهم ملاحظة أن أياً من هذه المؤسسات لم ينجو من التضخم، إذ غرق في بحر متزايد من أوراق كنز تشينغ النقدية.  وبحلول عام شيانفينغ الحادي عشر (1861)، كانت جميع هذه المؤسسات قد أغلقت أبوابها بعد إفلاسها. وتسارع سقوط متاجر تيان بفضل الفلاحين الصينيين الذين اختاروا، مع تفشي التضخم الذي أثر على العملة الورقية، استرداد ممتلكاتهم المرهونة بسرعة باستخدام أوراق كنز تشينغ منخفضة القيمة. وقد أدى هذا الإقبال على متاجر تيان إلى انهيار تجارة الرهن الصينية بين عشية وضحاها. 
نظرًا لأن أوراق كنز تشينغ النقدية كانت مخصصة للاستخدام كشكل من أشكال الدفع في جميع أنحاء إمبراطورية مانشو، فقد وجدت الحكومة أنه من الضروري محاولة إدخالها إلى التداول في المقاطعات باستخدام مؤسسات يو وتشين وتيان المصرفية.  امتدت العملية بأكملها على مدى فترة نصف سنوية، وجرى ذلك بسبب الطبيعة الفوضوية للصين في أعقاب هذه الحرب الأهلية الضخمة. 
في العاصمة بكين، تجاوز إصدار أوراق نقدية من كنز تشينغ 15 مليون سلسلة من العملات النقدية .  ونظرًا لأن المسؤولين الإقليميين المحليين كانوا يميلون إلى إظهار تجاهل تام وازدراء لفكرة حفظ السجلات، لم تظهر أي إحصاءات تتعلق بإصدار أوراق كنز تشينغ النقدية خارج بكين على الإطلاق. ويتكهن عالم العملات الأمريكي جون إي. ساندروك بأن هذه الإصدارات يجب أن تكون مماثلة في العدد أو تجاوزت إلى حد كبير عدد الأوراق النقدية القائمة على العملات النقدية الصادرة في بكين.  وفي المقاطعات، اتجهت الحكومة المركزية إلى توزيع أوراق كنز تشينغ النقدية للتداول باستخدام كل من الخدمة المدنية والجيش. دُفِعَت رواتب الموظفين المدنيين والجنود جزئيًا بالعملة الورقية، وبموجب القانون، كان مطلوبًا من جميع محلات الصرافة والبنوك قبول أوراق كنز تشينغ النقدية النحاسية بدلاً من العملات النقدية الفعلية. وفي الوقت نفسه، سمحت الحكومة المركزية نفسها للشعب الصيني بدفع جزء من ضرائبهم بالأوراق النقدية. ومع ذلك، كانت قدرة الحكومة الصينية الإمبراطورية على محاولة فرض تداول أوراق كنز تشينغ النقدية في المقاطعات أكثر محدودية بكثير من قدرتها على القيام بذلك في بكين. 
لم تكن أوراق كنز تشينغ النقدية وأوراق التايل "هوبو قوانبياو" الحلول الوحيدة التي قدمتها الحكومة الصينية لإصلاح أزمتها المالية، ولكن التنفيذ الفعلي لهذه الحلول اختلف اختلافًا كبيرًا من مقاطعة إلى أخرى.  ومع ذلك، فإن الدراسات العلمية المحيطة بالتأثيرات المحيطة بتقديم هذه الأنواع الجديدة العديدة من الأموال وما هو تأثيرها جميعًا على النظام النقدي الجديد، في حين أن أوراق كنز تشينغ النقدية وأوراق التايل "هوبو قوانبياو" لم تكن قابلة للتحويل فعليًا إلى عملة صعبة، إلا أنها كانت ذات سعر ثابت لبعضها البعض وتودوِلَت في جميع أنحاء إمبراطورية ماتشو. 

أصبحت الحكومة المركزية في عهد أسرة تشينغ تشعر بنفاد صبر متزايد إزاء التبني البطيء للعملة الورقية الجديدة في المقاطعات، وفي عام 1854 أرسلت وزارة الإيرادات مذكرة إلى جميع حكام المقاطعات والحكام العامين لتسريع عمليات التقديم والتبني.  
وقد مضى وقتٌ طويل، ولم نتلقَّ سوى التماسات من نوّاب الحاكم العام وحُكّام فوجيان وشنشي وشانشي، يذكرون فيها أنهم امتثلوا للمرسوم. أمّا سائر المقاطعات، فلم تُطبّق ذلك البتّة. ولو أن أولئك النواب والحكام أدّوا واجبهم بإخلاص، فهل كان هناك ما يستدعي التأخير عامًا كاملًا؟ أليست اللوائح قد وُضِعت؟ إن فوجيان معروفةٌ بقحطها، ومع ذلك فقد نُفِّذت اللوائح فيها. وحتى إن لم تكن الأوضاع متشابهة في كلّ مقاطعة، فلا يمكن أن يكون من الصعب وضع القانون وترتيب هذه الأمور.
وعمومًا، فإن المسؤولين المحليين المتقاعسين يخشون المشقّة ويحيون في ترفٍ غير لائق، متكاسلين ومهملين ومماطلين. وإنهم لجديرون بالبغض الشديد.
على الرغم من النصب التذكاري الذي أصدرته وزارة الإيرادات، فمن المرجح أن مسؤولي الحكومة المحلية كانوا على دراية تامة بمدى اضطراب هذه السياسة النقدية وما قد تؤدي إليه من تضخم. بالنسبة للعديد من مسؤولي الحكومة المحلية، كانت المشكلة الحقيقية المطروحة في الواقع هي مدى التلاعب بالنظام الذي تمكنوا من الإفلات منه.  كانت أوراق كنز تشينغ النقدية قابلة للتحويل إلى عملات نقدية داتشيان في بعض الأحيان، وبينما كان من المفترض أن يتم تداول هذه العملات النقدية متعددة الفئات في جميع أنحاء سلالة تشينغ، لا يوجد الكثير من الأدلة التي تدعم تداولها أيضًا في بكين. تدور معظم السياسات الاقتصادية للحكومة المركزية حول جعل هذا النظام النقدي الجديد يعمل، وستلعب ممارسة البيع المكتبي دورًا بالغ الأهمية في ذلك حيث ستستمر الحكومة في قبول كل من أوراق كنز تشينغ وعملات داتشيان النقدية في هذا المسعى.  
طوال عام شيانفينغ الرابع (1854)، سعت الحكومة الصينية الإمبراطورية لإيجاد حل لمشكلة عدم قبول أوراق الكنز الكبرى في السوق، وهو ما توصلت إليه أخيرًا قرب نهاية العام عندما عرضت مجموعة من التجار الخاصين تحويل الأوراق النقدية الصادرة عن الحكومة إلى أوراق نقدية خاصة، مقومة أيضًا بعملات نقدية. تلقت خمسة بنوك حديثة التأسيس، وهي شركات شبه خاصة، تُعرف بالمقطع الأول من أسمائها باسم "بنوك يو" (宇)، عملات داتشيان الحديدية من مكتب النقد الحديدي الحكومي (鐵錢局). وبدأت هذه البنوك بإصدار أوراقها النقدية الخاصة. كان حجم أوراق كنز تشينغ النقدية التي يُمكن استبدالها بأوراق نقدية صادرة عن بنوك يو يعتمد على الدفعة (掣字)، والتي كانت تُقسّم بدورها إلى أوراق نقدية مُعتمدة تُعرف باسم "سيتشاو" (實鈔) وأوراق نقدية غير مُعتمدة تُعرف باسم "كونغتشاو" (空鈔). كانت بنوك يو تُضيف أحيانًا ختمًا (أو "ختمًا") على أوراق كنز تشينغ النقدية المُعتمدة (مما يزيد من قيمتها السوقية عند توثيقها)، مع العلم أن هذه الأوراق عادةً ما كانت تُستبدل بأوراق نقدية من بنك يو، ثم تُعيدها بنوك يو إلى وزارة الإيرادات وتُعاد إلى التداول العام كرواتب عسكرية. ساعد هذا الإجراء جنود الجيوش الرئيسية، لكنه جاء على حساب قابلية تحويل أوراق تايل هوبو جوانبياو إلى أوراق نقدية من فئة كنز تشينغ ، والتي عُلِّقَت من أجل حماية سلسلة أوراق كنز تشينغ النقدية من التأثر بمزيد من الانخفاض.   وعلى الرغم من رفض الأوراق النقدية الفضية وإصدار أوراق نقدية خاصة بهما بما يتجاوز احتياطياتها الفعلية من العملات النقدية، إلا أن بنوك يو الحرة كانت لا تزال تعاني من نقص رأس المال. 
عندما خصصت حكومة تشينغ الإمبراطورية الأموال للمقاطعات، كانت تُدفع عادةً إما بالسبائك الفضية أو أوراق نقدية من نوع هوبو جوانبياو تايل.  بالإضافة إلى ذلك، طُبِعَت أوراق نقدية من نوع كنز تشينغ خصيصًا للمقاطعات، وتأكدت الحكومة الإمبراطورية من عدم إمكانية استخدام أوراق النقد النقدية من نوع كنز تشينغ الإقليمية هذه في العاصمة؛  ولن تُقبل في البنوك الرسمية أو في دفع الضرائب. 
مع بدء أسرة تشينغ في استعادة الأراضي في المناطق التي تسيطر عليها مملكة تايبينغ السماوية، بدأوا على الفور في إصدار أوراق نقدية من نوع كنز تشينغ وهوبو غوانبياو في هذه الأماكن.  تُحُكِّمَ في هذه الإصدارات باستخدام نظامين مختلفين للأيديوغرامات للمؤشرات والبادئات، وكانت الأحرف الصينية المستخدمة بواسطة هذه الأنظمة تستند إلى نظام الألف حرف الكلاسيكي ‏ (千字文، Qiānzì Wén ).  كان الحرف الصيني ذو البادئة (الذي سيظهر في كتلة السلسلة التي تسبق الرقم التسلسلي الفعلي على كل ورقة نقدية) في الواقع أحد هذه الأيديوغرامات الكلاسيكية التي يبلغ عددها ألفًا، ومن المعروف أن أول 320 حرفًا من هذه السلسلة كانت مخصصة لمنطقة بكين الحضرية .  على النقيض من ذلك، استخدمت أوراق النقد المبكرة Hubu Guanpiao tael من عصر تشيانفينغ، والتي أُصدِرَت من خلال منطقة بكين الحضرية، وخزائن المقاطعات في الصين، والمفوضيات العسكرية الصينية، نظامًا مختلفًا لأحرف البادئة، وكان هذا النظام يعتمد على الفضائل الكونفوشيوسية الخمس على عكس النظام الكلاسيكي القائم على ألف حرف لأوراق كنز تشينغ النقدية.  في أسواق بكين، لم يكن من الممكن استخدام أوراق النقد الجديدة من تشانفينغ، وبالتالي نظرًا لعدم تمكن الناس من شراء أي سلع فعلية بها في سوق رأس المال، فقد العديد من Bannermen جزءًا كبيرًا من دخلهم المتاح بسبب عدم قدرتهم على شراء الأشياء بالفعل برواتبهم.    
كما خُصِّصَت كتل من الأحرف الصينية للبنوك الشنشية والخاصة والمؤسسات المصرفية الجديدة التي أنشأتها الحكومة الإمبراطورية الصينية لتكون ممثلة لخزائن المقاطعات الصينية، والتي كان من المقرر وضعها في كتلة البادئة على كل ورقة نقدية تصدرها، مما يجعل من السهل تحديد كل ورقة نقدية من أوراق كنز تشينغ النقدية في مكان محدد حيث أُصدِرَت الورقة النقدية. 

### تضخم اقتصادي
لم تحظى كل من أوراق التايل هوبو جوانبياو وأوراق كنز تشينغ النقدية بأفضلية في السوق بسبب قيمتها الاسمية العالية:  كانت القيمة الاسمية لأدنى فئة من أوراق النقد كنز تشينغ 500 ون ، بينما كان الدخل اليومي في الفترة من 1853 إلى 1860 للعامل الصيني غير الماهر حوالي 93 إلى 255 نقدًا حضريًا (جينج تشيان).  
في هذه المرحلة الزمنية أصبح من الواضح أن الإمدادات المعدنية المادية لن تصل إلى العاصمة بكين، واتضح أن البديل المفضل هو الأوراق النقدية.  كان المسؤولون الحكوميون يدركون تمامًا أن إصدار الأوراق النقدية يجب أن تُضَمَّن حدود صارمة للغاية لأن الزيادات في المعروض من العملات المعدنية يجب أن تتوافق وإلا ستواجه العملة الجديدة نفس مستويات التضخم التي حدثت عدة مرات من قبل في تاريخ الصين .  وعلى الرغم من معرفة جميع المخاطر والتضخم المفرط المتوقع إلى جانب العديد من الأمثلة السابقة التاريخية، قررت الحكومة المركزية متابعة إصدار المزيد من الأوراق النقدية أكثر مما كانت قادرة على دعمه بسبب الأمور الملحة لتمرد تايبينغ.  في الواقع، لم تكن هناك وسيلة أخرى تستطيع من خلالها حكومة أسرة تشينغ دفع ثمن الحرب وكان التضخم مخاطرة محسوبة اعتبرت تستحق ذلك.  في مدينة بكين، حوفظ على التكافؤ بين عملات وين النقدية وأوراق كنز تشينغ النقدية، ولكن في الوقت نفسه، أصبح نظام جينج تشيان بأكمله قديمًا فيما يتعلق بنظام تشي تشيان وأسعار الفضة. خُصِمَ كل من عملات وين النقدية بقيمة 10 وون وأوراق كنز تشينغ بشكل كبير عند تداولها مع الأوراق النقدية الصادرة عن القطاع الخاص.   في نفس الوقت تقريبًا، انخفض سعر الفضة في جميع أنحاء الصين، وبحلول عام شيان فنغ 6 (1856) انخفض إلى 50٪ من قيمته مما كان عليه في شيان فنغ 2 (1852)، وارتفع سعر الصرف بين جينج تشيان والفضة بنسبة 192٪ وسيرتفع إلى 300٪ بعد عامين فقط.  ومع ذلك، لم ينعكس هذا إلا على سوق النقود الورقية للأوراق النقدية الخاصة حيث استمرت الأوراق النقدية الصادرة عن الحكومة في فقدان قيمتها. 
في مقاطعات تشيلي، وشانشي، وخنان، ومنطقة منشوريا ( جيلين وفنغتيان وهيلونغجيانغ ) في شمال الصين، كان تداول أوراق النقد الخاصة بكنز تشينغ واسع النطاق، وفي الوقت نفسه، تمتعت هذه الأوراق النقدية أيضًا بالتداول في وسط الصين حيث تذبذبت مع غنائم وثروات الحرب.  لم تكن أوراق النقد الخاصة بـكنز تشينغ متداولة كثيرًا في جنوب الصين. كما أصدرت السلطات المحلية لمدينة فوتشو ، فوجيان، أوراقًا نقدية مقومة بعملات نقدية إلى السوق، وكان سببها هو حقيقة وجود نقص حاد في العملات النقدية المتداولة في السوق في ذلك الوقت وأن هذه الأوراق النقدية ستساعد في تخفيف هذا الندرة.  غالبًا ما اختارت حكومة فوتشو الدفع باستخدام عملات نقدية منخفضة القيمة بشكل كبير، وقد حدث هذا إلى الحد الذي فقدت فيه احتياطيات النحاس التي تدعم هذا الإصدار الكثير من قيمتها، مما أدى إلى تفاقم الضغوط التضخمية وتبرير عدم الثقة الطويل الأمد في النقود الورقية التي كان لدى عامة الناس في الصين تجاه هذه الوسيلة. 
في البداية، كان من الممكن استرداد أوراق النقد الخاصة بـ "سندات كنز تشينغ " من خلال بنوك "يو" و"تشيان" و"تيان" المحلية بنسبة من عملات "تشي تشيان" (制錢، "عملات نقدية قياسية") أو " داتشيان" (大錢، "عملات نقدية كبيرة") أو الفضة أو أوراق "تايل هوبو غوانبياو" كما حددتها اللوائح الحكومية رسميًا.  على سبيل المثال، كان يُدفع لحامل راية المانشو 8 أجزاء من العملات النقدية العادية مقابل جزأين من العملات النقدية الكبيرة، بينما كان أفراد العائلة الإمبراطورية يتلقون 6 سلاسل (串، تشوان ) من العملات النقدية القياسية مقابل كل 10 سلاسل تُصرف. وبالمقارنة، كان المتعاقدون الحكوميون والتجار من القطاع الخاص يميلون إلى تلقي المزيد من العملات النقدية متعددة الفئات على العملات النقدية القياسية نظرًا لانخفاض مكانتهم.   في ظل الضغوط التضخمية، لم تتمكن الحكومة الصينية من الحفاظ على تكافؤ عملاتها.  بحلول عام تشيانفينغ 5 (1855) أُلغيت غالبية العملات النقدية ذات الفئة العالية لأنها كانت تُستهلك بسرعة كبيرة وكان هناك وباء من التزوير.  في هذه المرحلة، كانت العملة النقدية ذات الفئة الأعلى التي استمرت في الإنتاج والتداول هي عملة 10 وين النقدية، على الرغم من أنها كانت تساوي 70٪ فقط من قيمتها الاسمية في السوق.  خلال هذه الفترة، كانت كل من ورقة كنز تشينغ وأوراق النقد هوبو جوانبياو تساوي 50٪ فقط من قيمتها الاسمية.  ثُبِّتَت الأوراق النقدية المنتجة بشكل خاص في نفس الوقت تقريبًا على فئة 10 وين داتشيان وفقدت 60٪ من قيمتها بين عامي 1852 و 1856.  لم تكن قيمة الأوراق النقدية الصادرة عن الحكومة والأوراق النقدية الصادرة عن بنك يو سوى نصف قيمة الأوراق النقدية الصادرة عن القطاع الخاص في عام 1856.  
تبين أن الاحتياطيات التي خصصتها حكومة أسرة تشينغ لأولئك الذين سيستردون أوراق النقد الخاصة بكنز تشينغ منخفضة للغاية بحيث لا تلبي الطلب.  وخلال بعض عمليات التدقيق التي أجرتها وزارة الإيرادات، تبين وجود مخالفات كبيرة في الاحتياطيات التي تحتفظ بها البنوك المصدرة للأوراق النقدية الخاصة والإقليمية.  وفي النهاية، تخلت الحكومة الصينية عن أي سياسة أخرى غير سياسة إبقاء أوراقها النقدية في التداول العام من خلال فرضها على الشعب الصيني تحت التهديد المستمر بالعقوبات والغرامات وأيضًا من خلال جعل استردادها من قبل حامليها أمرًا صعبًا قدر الإمكان.  حدث الانهيار الكامل لأنظمة العملة الجديدة خلال شتاء شيانفينج 6 (1856) وصولًا إلى شيانفينج 7 (1857). انخفضت قيمة العملة النقدية الحديدية 10 وين بشكل كبير، وكان أحد أسباب ذلك هو حقيقة أنها كانت تُزور على نطاق واسع.  في هذا الوقت توقف كل من الفلاحين والتجار من مقاطعة تشيلي عن قبول العملة المعدنية كشكل من أشكال الدفع. بعد أن تمت استعادة قابلية تحويل أوراق تايل هوبو قوانبياو إلى أوراق كنز تشينغ النقدية جزئيًا في ربيع شيانفينغ 7 (1857) من خلال طريقة القرعة في بنوك يو.  حاولت وزارة الإيرادات إيقاف التزوير على نطاق واسع وإجبار الحكومات الإقليمية في الصين على البدء في قبول كل من عملات داتشيان النقدية المصنوعة من الحديد وسبائك النحاس وأوراق كنز تشينغ النقدية لمدفوعات الضرائب، لكنها سرعان ما تخلت عن اقتراح عملات داتشيان النقدية الحديدية واستقرت على نظام عملات نقدية من عملات 1 ون الحديدية وعملات 10 ون المصنوعة من سبائك النحاس، وسيظل هذا النظام سائدًا حتى عام شيانفينغ 10 (1860).  وبسبب هذا اختفت العملات النقدية القياسية المصنوعة من سبائك النحاس تمامًا من السوق الصينية بينما استمرت جميع الأسعار القياسية في استخدامها كوحدة حساب أساسية مما أدى إلى زيادة الأسعار بنسبة 500٪ عند الدفع بعملات دا تشيان النقدية وأوراق كنز تشينغ النقدية.  كان لهذا تأثير سلبي فوري على جنود الجيوش الرئيسية حيث اضطرت الحكومة المركزية إلى دفع رواتب الجنود بالحبوب لمنع المجاعة .  كان لانهيار عملات دا تشيان النقدية الحديدية تأثير فوري على أوراق كنز تشينغ النقدية حيث كانت عملات نقدية حديدية كبيرة الحجم بمثابة احتياطي للأوراق النقدية الصادرة عن بنوك يو والتي تعاملت بدورها مع تبادل سلسلة أوراق كنز تشينغ النقدية. أدى ذلك إلى انخفاض قيمة الأوراق النقدية الصادرة عن بنوك يو بسرعة وبالتالي تمديد أوراق كنز تشينغ النقدية. أفلست بنوك يو واضطرت إلى إغلاق أبوابها، وقد أدى هذا الفشل إلى إنتاج أوراق نقدية خاصة بقيمة 4 أضعاف قيمة الأوراق النقدية التي أصدرتها الحكومة في السوق، مما أدى إلى مزيد من الانخفاض في قيمة أوراق كنز تشينغ النقدية. 
في خريف عام تشيانفينغ 7 (1857)، كُلِّفَ عدد من البنوك التجارية بالتعامل مع تبادل أوراق كنز تشينغ و هوبو غوانبياو، وقد ثبت أن هذا مسعى غير ناجح لذلك في عام تشيانفينغ 8 (1858) أعيد فتح 4 من بنوك يو الخمسة تحت الإدارة المباشرة من قبل الحكومة الصينية. ستواصل بنوك يو استبدال أوراق النقد الخاصة بأوراق كنز تشينغ النقدية بأوراق نقدية أخرى، وهذه المرة لم تكن الأوراق النقدية المتبادلة أوراق نقدية لبنك يو ولكن أوراق نقدية صادرة عن البنوك الحكومية التسعة المتبقية.  سيستمر نظام التحقق من الدفعة حتى عام تشيانفينغ 10 (1860)، وسيُلغى بسبب توقف إنتاج الأوراق النقدية الجديدة الصادرة عن الحكومة. في الوقت الذي أُلغي فيه نظام التحقق، لم يُتَحَقَّق من صحة سوى ثلث أوراق كنز تشينغ النقدية و20% من أوراق التايل من فئة هوبو غوانبياو الصادرة في بكين.
بسبب عدم إمكانية استردادها، أصبحت ورقة كنز تشينغ النقدية منخفضة القيمة على نطاق واسع، في حين أنه من الشائع أن تحتوي أوراق النقد من فئة 1000 ون من عام تشيانفنغ 3 (1853) على العديد من طوابع التأييد بحيث لم يعد هناك مساحة لأي شرائح أخرى، فإن ورقة نقدية من نفس الهيمنة من عام تشيانفنغ 9 (1859) سيكون لها عدد قليل من التأييدات إن وجدت.  انخفضت قيمة النقود الورقية الصادرة عن الحكومة بشكل كبير بحلول عام تشيانفنغ 10 (1860) لدرجة أن الإصدارات الإقليمية قُلِّصَت بحلول هذا الوقت.  بحلول عام تشيانفنغ 10 (1860)، أصبح المعدل بين الأوراق النقدية المفروضة من الحكومة والأوراق النقدية المنتجة بشكل خاص مستقرًا بمعدل 2:1، وقد زاد هذا المعدل فقط إلى 3.5:1 قبل الانهيار النقدي عام 1861. 
في مارس 1860، اقترحت وزارة الإيرادات على الإمبراطور شيانفينج التوقف عن إصدار كل من أوراق كنز تشينغ النقدية وأوراق التايل هوبو غوانبياو والتوقف عن التحقق من صحة الأوراق القديمة.  بحلول عام شيانفينج 11 (1861) شهدت أوراق كنز تشينغ النقدية انخفاضًا حادًا لدرجة أن الناس قاموا ببيعها بالمزاد مقابل 3٪ فقط من قيمتها الاسمية. في هذا الوقت، لم تكن هذه الأوراق النقدية قابلة للاسترداد (أو لا يمكن استردادها) من قبل البنوك المصدرة للأوراق النقدية.  في يوليو من ذلك العام، أصبح من الشائع أن يرفضها العمال كرواتب لهم. في هذا العام حدث هجوم على البنوك .  بحلول سبتمبر، توقفت هذه الأوراق النقدية عن التداول في الصين تمامًا.  في حين أن بعض الأفراد مثل المسؤولين الحكوميين والأجانب سيحصلون على المبالغ الدقيقة من العملات النقدية كما هو منصوص عليه في الأوراق النقدية، فقد أُجبر المواطن الصيني العادي على دخول سوق مزايدة شديدة التنافسية لتلقي أي عملة معدنية.  في هذه المزادات، كان الشخص الذي كان على استعداد لتبادل أكبر عدد من الأوراق النقدية مقابل عدد معين من العملات النقدية ذات الفئة العالية هو الفائز.  إن رفض هذه أوراق كنز تشينغ النقدية من قبل البنوك الرسمية والجهات المصدرة شبه الرسمية مثل البنوك الخاصة ومحلات الرهن من شأنه أن يحكم على جحافل من الفلاحين الصينيين المجتهدين بحياة من الفقر والبؤس لا نهاية لها. 
كما بدأ عدد الموافقات على الجانب الخلفي من أوراق كنز تشينغ النقدية في الانخفاض تدريجيًا مع مرور السنين، في حين تم تأييد الأوراق النقدية الصادرة في الأعوام تشيانفينغ 3 و تشيانفينغ 4 على نطاق واسع مما يشير إلى التداول الواسع النطاق، غالبًا ما تحتوي الأوراق النقدية الصادرة في الأعوام تشيانفينغ 5 و تشيانفينغ 6 على عدد أقل من الموافقات على ظهرها، ولكن الأوراق النقدية الصادرة في الأعوام تشيانفينغ 7 و تشيانفينغ 8 و تشيانفينغ 9 غالبًا ما تفتقر إلى أي موافقات على الإطلاق مما يشير إلى أنه في كثير من الحالات لم تُتَداول هذه الأوراق النقدية على الإطلاق أو لم تُقبَل من قبل عامة السكان بما في ذلك الشركات والبنوك الخاصة بعد الآن.  استمرت تشيانفينغ وأوراق التايل هوبو جوانبياو في القبول في ممارسة البيع المكتبي واستمرت في التداول في مقاطعات الصين نفسها كسندات غير مدرة للفائدة حتى عامي 1867 و1868، عندما أُعلن رسميًا أن جميع الأوراق النقدية الصادرة عن الحكومة غير صالحة. 
في دراسة أجريت عام 1962، استشهد يانغ دوانليو بمذكرات كُتبت للإمبراطور شيانفينغ، والتي حاولت أن تُظهر له أن أمره للمقاطعات بالاحتفاظ بخمسين بالمائة من احتياطياتها من الفضة قد تجاهلته السلطات الإقليمية، وأن النسبة الفعلية للاحتياطيات تختلف اختلافًا كبيرًا بين المقاطعات المختلفة. وفي الوقت نفسه، لم تحتفظ بعض المقاطعات الصينية بأي احتياطيات من الفضة على الإطلاق، في حين أن مقاطعة خنان (وهي مقاطعة قريبة جدًا من العاصمة بكين) لم تقبل حتى أوراق النقد هوبو غوانبياو التي أصدرتها بنفسها كشكل من أشكال دفع الضرائب الإقليمية. ويدعي يانغ أن هذه النسب الاحتياطية غير الكافية والعصيان المحلي لقوانين ومراسيم الحكومة الإمبراطورية كانت السبب في اختفاء الأوراق النقدية الحكومية تمامًا من التداول بحلول عام تشي شيانغ 1 (1862).  في هذه الأثناء، اقترح جيروم تشين أن وزارة الإيرادات جعلت التضخم الجامح أسوأ بكثير من خلال إصرارها على عدم جواز تحويل أكثر من نصف التحويلات الضريبية الفردية إما باستخدام أوراق كنز تشينغ النقدية أو أوراق تايل هوبو غوانبياو مع المطالبة ببقية الضرائب إما بعملات نقدية أو فضية. 
يشير نيف هوريش ‏ إلى أن سبب معاناة سلالة تشينغ من التضخم المفرط في عهد الإمبراطور شيانفينغ لم يكن فقط لأن الأوراق النقدية التي أصدرتها الحكومة في ذلك الوقت لم تكن مدعومة بشكل كافٍ بالعملة الصعبة ، بل لأن الإمبراطور شيانفينغ وافق على إصدار عملة داتشيان التي تعرضت لانخفاض حاد في قيمتها وسوء حظها. وألقى هوريش باللوم على تعويضات الحرب البالغة 9,200,000 تايل، والتي فرضتها القوى الأجنبية على تشينغ في أعقاب حروب الأفيون، والتي طُلبت من تشينغ في مارس من عام 1850، كدافع قوي لنظام شيانفينغ لبدء تخفيض عملته، على الرغم من أن العملات النقدية ذات الفئات العالية والقيمة الجوهرية المنخفضة كانت لها سمعة ملطخة عبر التاريخ الصيني.  في ديسمبر 1850 ظهر تهديد أكبر بكثير لحكم تشينغ في شكل حرب أهلية كبرى خلال تمرد تايبينغ مما يعني أن إصدار داشيان والعملة الورقية كان يُنظر إليه على أنه إجراء طارئ أخير كان على الحكومة أن تتخذه من أجل استمرار حكمها.  وفقًا لتشين فإن العديد من مسؤولي المحكمة الذين أعربوا عن دعمهم لاستخدام الأوراق النقدية كانوا أيضًا لصالح إصدار داشيان وحتى العملات النقدية الحديدية كوسيلة للتخفيف من الأزمة المالية بالإضافة إلى النقص العام في العملات النقدية النحاسية التي تسبب فيها متمردو تايبينغ الذين توسعوا عبر جنوب شرق الصين . 
بعد سقوط بنوك يو، استمرت أوراق كنز تشينغ النقدية في الإصدار بعد عام 1857 ويمكن استبدالها في البنوك الرسمية الأخرى (مجموعات Qian و Tian)، ولكن في الواقع نادرًا ما شوهدت في السوق.   في عام 1859، لم يعد من الممكن استخدام أوراق كنز تشينغ النقدية لدفع الضرائب.  في عام 1860، علقت الحكومة المركزية إصدار أوراق كنز تشينغ النقدية (بالإضافة إلى استخدام أوراق تايل هوبو غوانبياو)، وأمرت بالانسحاب التدريجي للورق الحالي من السوق.  
ساعدت الأوراق النقدية لحكومة سلالة تشينغ في تخفيف العجز المالي من خلال العمل كنوع من القروض القسرية من موظفي الحكومة.  ومن خلال خدمة التبادل للبنوك الحكومية الرسمية واليقين من إمكانية استخدام الأوراق النقدية الصادرة عن الحكومة في دفع الضرائب، أصبحت الديون الحكومية نوعًا من القروض القابلة للتداول (بخصم).  ومع عددها المحدود واستخدامها المحدود في السوق، فمن غير المرجح أن تكون أوراق كنز تشينغ النقدية سببًا رئيسيًا للتضخم في السوق الصينية الذي حدث في ذلك الوقت.  ومع ذلك، فإن التخلف عن سداد هذه الأوراق النقدية الصادرة عن الحكومة، والذعر الذي حدث في السوق الذي حدث بعد ذلك ربما كان أحد أسبابه. 
تميل معظم أوراق كنز تشينغ النقدية التي تظهر في السوق لهواة الجمع في العصر الحديث إلى أن تكون إصدارات لاحقة مع عدد قليل جدًا من التأييدات، وقد قُدِّمَت هذه الأوراق النقدية بعد أن أوقف استخدام سلسلةأوراق كنز تشينغ النقدية بنسبة 90٪. 

### العواقب
كان هناك عودة تدريجية إلى نظام العملة التقليدية ثنائية المعدن، وبحلول عام 1861 تُخُلِّيَ عن جميع العملات الجديدة في عصر شيانفينج، مع الاستثناء الملحوظ وهو عملة 10 وين داكيان التي استمر إنتاجها حتى إلغاء العملات النقدية نفسها.
بعد إلغاء أوراق كنز تشينغ النقدية وأوراق حكومة هوبو قوانبياو، لم تُصدر حكومة أسرة تشينغ أي أوراق نقدية بعد عقود. استمرت المرحلة الأخيرة من إصدار أوراق تشينغ النقدية من عام 1897 حتى ثورة شينهاي التي أطاحت بالملكية في عام 1912. كانت هذه الإصدارات اللاحقة مختلفة جوهريًا عن الإصدارين السابقين لأنه بحلول ذلك الوقت، كانت الأوراق النقدية مستوردة من المطابع الغربية. كانت هذه الأوراق النقدية الجديدة غالبًا ذات شكل أفقي في التصميم وهو أمر جديد في المصطلحات الصينية. بسبب تصميماتها الأفقية وقضايا الأمان الأفضل، كان من الصعب تزويرها من قبل المزورين الصينيين. صُرِفَت غالبية هذه الأوراق النقدية الجديدة من قبل البنوك الصينية الحديثة شبه الرسمية بناءً على النماذج التي قدمتها البنوك الغربية واليابانية في الصين.   
أنشأت وزارة الإيرادات بنكًا مركزيًا ، وهو بنك دا تشينغ ‏ ، في عام 1905. أصدر هذا البنك آخر الأوراق النقدية المدعومة من الحكومة لسلالة تشينغ حتى الإطاحة بها.  

## قائمة الأوراق النقدية المقومة بالعملات النقدية المصنوعة من سبائك النحاس والتي صدرت خلال عهد شيانفينغ
قائمة الأوراق النقدية المقومة بالعملات النقدية المصنوعة من سبائك النحاس والتي صدرت خلال عهد شيانفينج: 
| شيان فنغ الأوراق النقدية (1853-1859) | شيان فنغ الأوراق النقدية (1853-1859)                                        | شيان فنغ الأوراق النقدية (1853-1859) | شيان فنغ الأوراق النقدية (1853-1859) |
| فئة                                  | سنوات الإنتاج                                                               | الحجم التقريبي (بالمليمتر)           | صورة                                 |
| ------------------------------------ | --------------------------------------------------------------------------- | ------------------------------------ | ------------------------------------ |
| 500 ون                               | شيانفنغ 3، شيانفنغ 4، شيانفنغ 5، شيانفنغ 6، شيانفنغ 7، شيانفنغ 8            | 130 × 232                            |                                      |
| 1000 ون                              | شيانفنغ 3، شيانفنغ 4، شيانفنغ 5، شيانفنغ 6، شيانفنغ 7، شيانفنغ 8            | 138 × 240                            |                                      |
| 1500 ون                              | شيانفينغ 4                                                                  | 126 × 233                            |                                      |
| 2000 وين                             | شيانفنغ 3، شيانفنغ 4، شيانفنغ 5، شيانفنغ 6، شيانفنغ 7، شيانفنغ 8، شيانفنغ 9 | 138 × 245                            |                                      |
| 5000 ون                              | شيانفنغ 6، شيانفنغ 7، شيانفنغ 8، شيانفنغ 9                                  | 138 × 247                            |                                      |
| 10000 ون                             | شيانفنغ 7، شيانفنغ 8، شيانفنغ 9                                             | 141 × 248                            |                                      |
| 50,000 ون                            | شيانفنغ 7، شيانفنغ 8، شيانفنغ 9                                             | 147 × 267                            |                                      |
| 100,000 ون                           | شيانفنغ 7، شيانفنغ 8، شيانفنغ 9                                             | 145 × 277                            |                                      |

## الإسناد الخاطئ في المصادر باللغة الإنجليزية
بالمعنى الدقيق للكلمة، فإن أوراق النقد الصادرة عن البنوك الرسمية في عصر شيانفينغ لم تندرج تحت الأموال التي أصدرتها حكومة تشينغ.  ومع ذلك، كان وضع ووظيفة البنوك الرسمية متشابكًا مع وضع ووظيفة داتشيان، وأوراق كنز تشينغ النقدية، وهوبو قوانبياو، وربما كان الإفراط في إصدار الأوراق النقدية من قبل البنوك الرسمية هو السبب الحقيقي وراء تضخم شيانفينغ.  نظرًا لأن البنوك الرسمية لم تكن خاضعة لسيطرة وزارة الإيرادات بشكل مباشر أو إشرافها، وحقيقة أن عملياتها كانت شبه تجارية (كما لو كانت تديرها تجار من القطاع الخاص)، فإن سجلات الأوراق النقدية الرسمية قليلة اليوم.  في الواقع، لم يصبح من غير المألوف بالنسبة للأدبيات الحديثة باللغة الإنجليزية حول هذا الموضوع أن تدعي أن أوراق كنز تشينغ النقدية صدرت بالفعل من قبل البنوك الرسمية.  في الواقع، أُصدِر كل من هوبو غوانبياو وأوراق كنز تشينغ النقدية من قبل وزارة الإيرادات، في حين كانت الأوراق النقدية الرسمية، والتي كانت غالبًا ما تكون مقومة بعملات نقدية من سبائك النحاس، مميزة.  في كتابه "المال والسياسة النقدية في الصين"، يخلط كينج بين أوراق كنز تشينغ النقدية والأوراق النقدية الرسمية. 
يذكر الملك أن أوراق تايل هوبو جوانبياو كانت مسؤولية وزارة الإيرادات المباشرة بينما صدرت أوراق كنز تشينغ النقدية من خلال البنوك الرسمية التي كانت الوكلاء الماليين لوزارة الإيرادات.  ولكن في الواقع، أصدرت وزارة الإيرادات كل من أوراق تايل هوبو جوانبياو وأوراق كنز تشينغ النقدية، وكانت البنوك الرسمية مكلفة ومسؤولة عن قبول الأوراق النقدية (معظمها أوراق كنز تشينغ النقدية) مقابل داتشيان أو أوراقها النقدية الخاصة.  ووفقًا لشون يان من كلية لندن للاقتصاد والعلوم السياسية، يبدو أن الملك خلط بين أوراق كنز تشينغ النقدية والأوراق النقدية التي أصدرتها البنوك الرسمية، بسبب علاقتهما الوثيقة. 

## التصميم وميزات الأمان وعناصر التصميم

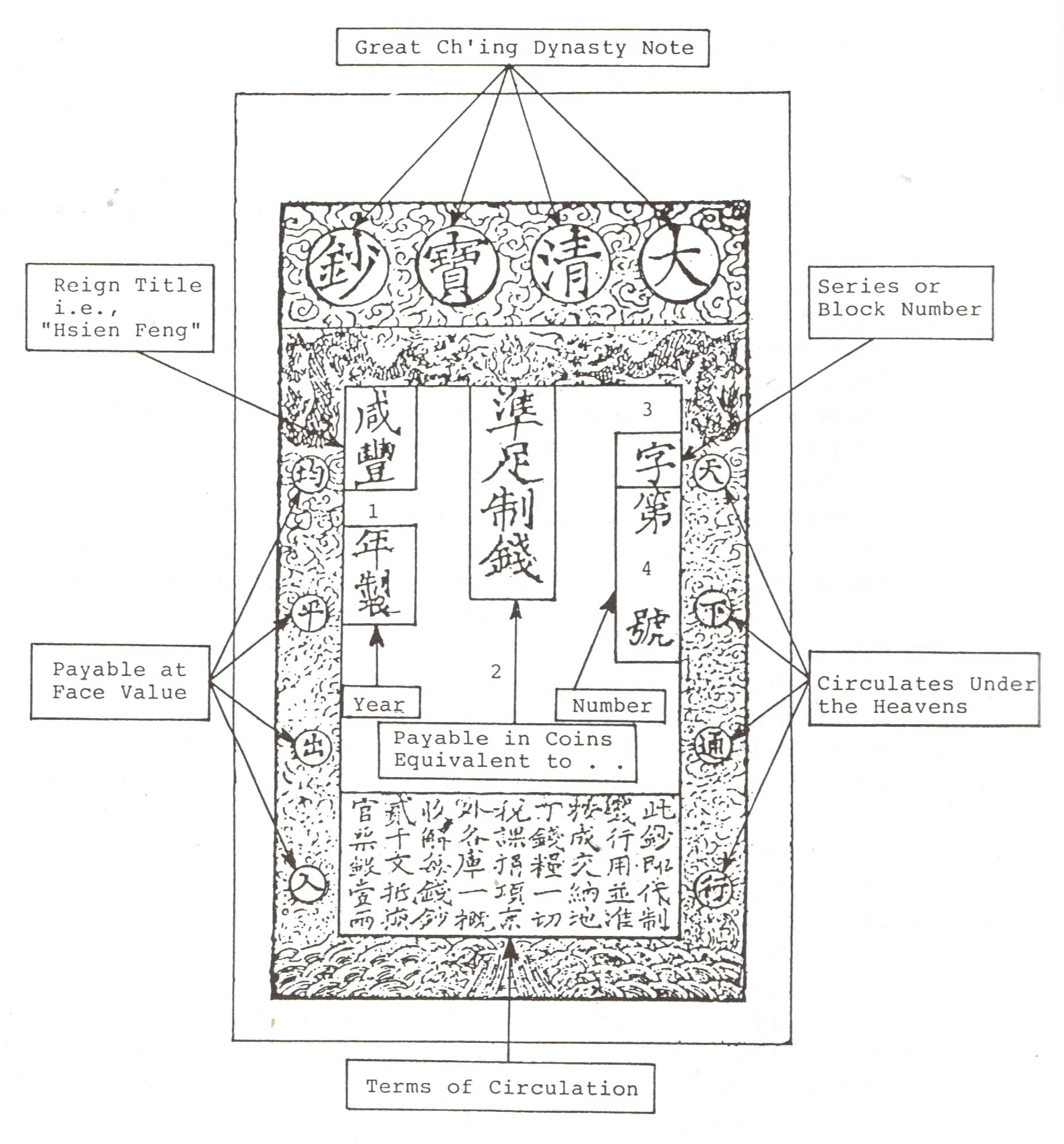
تخطيط أوراق كنز تشينغ النقدية

كان الورق المصنوع يدويًا، والذي استُخدم لإنتاج كلٍّ من أوراق كنز تشينغ النقدية وأوراق التايل "أوراق تشينغ هوبو غوانبياو"، مُقاسًا، وربما يكون الورق نفسه قد أُنتج في شمال الصين أو كوريا .   يُمكن وصف الورق بأنه صلب ورقيق ولونه مائل إلى الصفرة قليلًا، بينما يُمكن وصف ملمسه بأنه مُتكتل. كان تصميم الأوراق النقدية موحدًا، وهذا يُشير إلى أن الحكومة الصينية الإمبراطورية ربما وزعتها على البنوك والمكاتب الإقليمية المُصدرة للأوراق النقدية بنفسها. 
قام عالم العملات الأمريكي جون إي. ساندروك بفحص أوراق النقد من فئة كنز تشينغ الصادرة خلال الأعوام شيانفينغ 7 (1857)، وشيانفينغ 8 (1858)، وشيانفينغ 9 (1859)، وبعد ذلك خلص إلى أن الأوراق النقدية من فئة 1000 ون و2000 ون طُبعت على نوعين من الورق. وأشار إلى أن أوراق تايل تشينغ هوبو غوانبياو صُنعت من نوع أثقل وأكثر سمكًا بكثير، ووصفها أيضًا بأنها أنعم عند ملامسة اليد - تقريبًا مثل ورق النشاف. الورق المستخدم في أوراق تايل تشينغ هوبو غوانبياو هذه مليء بألياف كبيرة وخيطية، والتي اعتقد ساندروك أنها على الأرجح مصنوعة من الخيزران .  صُنعت بعض أوراق كنز تشينغ النقدية من فئة 1000 ون و2000 ون من نفس نوع الورق المستخدم في أوراق تايل تشينغ هوبو غوانبياو.  يتكهن جون إي. ساندروك بأنه نظرًا لأنه لم يُصرَّح بإنشاء الفئات الأكبر من 5000 ون، و10000 ون، و50000 ون، و100000 ون حتى عامي شيانفينغ 6 (1856) وشيانفينغ 7 (1857)، فإنه بحلول عام شيانفينغ 6، ربما تكون الحكومة الصينية الإمبراطورية قد نفدت الأوراق النقدية المستخدمة لإنتاج الأوراق النقدية أو ربما أُلغي عقدها. عندما صُرِّح بأوراق كنز تشينغ النقدية، فلا بد أنها طُبعت على أي ورق كان متاحًا في ذلك الوقت للحكومة الصينية. 
يوضح هذا النص أن سعر التحويل الثابت بين أوراق كنز تشينغ النقدية والتيل الفضي كان 2000 ون مقابل 1 تايل.
تحتوي كل من النسختين السميكة والرفيعة من هذه الأوراق النقدية على علامات مائية خطية، وتتكون خطوط العلامة المائية الموجودة على أوراق كنز تشينغ النقدية من أشرطة أفقية ذات خطوط سميكة ومتواصلة متباعدة عن بعضها البعض بمسافة 18 مليمترًا تقريبًا، وفي الوقت نفسه، كانت هناك علامات مائية أخرى شكلت نمطًا شبكيًا. لم تكن هذه العلامات المائية ميزة أمان جيدة لأنها كانت عرضة للتغاضي عنها.  تحتوي العديد من أوراق كنز تشينغ النقدية على علامات مائية خطية غير واضحة إلى حد ما، بينما ظهرت هذه العلامات المائية بشكل أكثر وضوحًا في أوراق أخرى. لاحظ جون إي. سانروك مثالًا مميزًا بشكل خاص لعلامات مائية لأوراق كنز تشينغ النقدية على عينة من ورقة نقدية بقيمة 100000 ون . تحتوي هذه الورقة النقدية على 7 خطوط رأسية ثقيلة و13 خطًا أفقيًا تتخللها بعض الخطوط الأفقية الأصغر بينها. 
كان الصينيون في ذلك الوقت يصنعون الحبر من مواد نباتية مختلفة يخلطونها بالأتربة الملونة والسخام. نتج عن ذلك حبر أسود غامق يتميز بلون وقوة ممتازين وجودة عالية. كان هذا الحبر يُستخدم لتوفير البيانات المتغيرة على الأوراق النقدية، مثل التاريخ والرقم التسلسلي، من بين أمور أخرى، ويُطَبَّق جميعًا بفرشاة الرسم. يبدو الحبر الذي وُضِع على ورقة كنز تشينغ النقدية اليوم طازجًا تقريبًا مثل اليوم الذي كُتبت فيه الأحرف نظرًا لجودته العالية. كانت أحبار الطباعة الزرقاء التي استُخدمت في عملية الطباعة بالكتل ذات جودة مماثلة وتظهر أيضًا بوضوح شديد اليوم. وفي الوقت نفسه، فإن الحبر القرمزي الذي استُخدم لطباعة أختام المصادقة المختلفة (أو القطع) على الأوراق النقدية يُظهر أيضًا كلاً من اللون الجيد واختراق الورق.  على سبيل المثال، كانت الأحبار المستخدمة في أوراق كنز تشينغ النقدية السابقة من عهد أسرة مينغ ، تميل إلى الجفاف وتصبح هشة وتتقشر، تاركة في كثير من الحالات آثارًا فقط. 
يشتبه جون إي. ساندروك في أن القطع الخشبية التي طُبعت منها أوراق كنز تشينغ النقدية قد نُحتت على الأرجح في موقع إصدارها، إذ لاحظ أنه عند فحص عدد منها بدقة، تكشف هذه الأوراق النقدية عن اختلافات جوهرية بينها. وأشار إلى أنه في بعض الحالات، استُخدمت أحرف صينية مختلفة للتعبير عن المعنى المقصود نفسه، وفي حالات أخرى، استُخدمت أنظمة ترقيم مختلفة تبعًا لمكان الإصدار، وفي حالات أخرى، تختلف الأبعاد المادية للأيديوغرافيات المتشابهة أو المتطابقة (الأحرف الصينية) فيما بينها. 
باستثناء فئة أوراق كنز تشينغ النقدية، التي نُقشت على القالب وطُبعت في التصميم نفسه، طُبعت جميع المتغيرات الأخرى على الورق، مثل رقم القالب والرقم التسلسلي، بالإضافة إلى بصمات المسؤولين الصغار، بالحبر الأسود. في الجزء العلوي الأيسر من أوراق كنز تشينغ النقدية، طُبع لقب الإمبراطور شيانفينغ مع سنة إصدار الورقة النقدية، ويمكن رؤية الرقم التسلسلي على الجانب الآخر. 
كانت إحدى السمات الأمنية المهمة لهذه الأوراق النقدية هي ضربات فرشاة شعر الإبل الموجودة على الحواف اليمنى لورقة كنز تشينغ النقدية. وُضِعَت ضربات الحبر الأسود هذه بالفعل قبل قطع الأوراق النقدية من عداداتها في محاولة لمنع إنتاج العملة المزيفة حيث كانت أشهر ميزة أمنية متاحة في ذلك الوقت.  تتداخل ضربات الفرشاة هذه مع الرقاقة التي بقيت في العداد الذي تحتفظ به الحكومة المصدرة أو مسؤول نام عندما تُقطع الورقة النقدية وتزال لاحقًا. نظرًا لأن ضربات الفرشاة هذه تحتوي على مئات من خطوط الشعر الصغيرة جدًا والتي شكلت معًا أنماطًا عشوائية، فإنها لم تكن مختلفة عن بصمات الأصابع البشرية الفردية لأنه من غير المحتمل جدًا أن يتبع أي اثنين نفس الأنماط.  أُثبِتَت صحة هذه الأوراق النقدية أو زيفها من خلال مقارنة نصفين والرقم التسلسلي، ولا يمكن إعلان الورقة النقدية أصلية إلا إذا تطابقت الأنماط. ادعى جون إي. ساندروك أنه رأى ورقة نقدية واحدة فقط من أوراق كنز تشينغ النقدية لم يكن بها هذه الميزة الأمنية. 
وفقًا لخبير العملات الأمريكي أندرو ماكفارلاند ديفيس، كان من الشائع استخدام أحرف صينية مختلفة للتعبير عن المعنى نفسه على مختلف الأوراق النقدية. على سبيل المثال، بينما تضمنت بعض الأوراق النقدية مكافأة لمن يُبلغ الحكومة عن ممارسات التزوير، تضمنت أوراق نقدية أخرى سطرًا يُشير إلى ضرورة إحضار المزورين شخصيًا للقبض عليهم للحصول على المكافأة. 

## الأختام والطبعات الفوقية والتأييدات
استُخدمت ثلاثة أنواع من الطوابع على الأوراق النقدية الصينية، وهي "الأختام" و"الطباعة الفوقية" و"التظهير" .  وبشكل عام، كانت الجهة الحكومية المصدرة تُلصق الأختام بختم رسمي. أما الطبعات الفوقية فكانت تُضاف لاحقًا بعد طرح الورقة النقدية للتداول العام، وكانت تُصنع من قِبل شبه المسؤولين الذين كانوا يتمتعون بسلطة اسمية لم تكن لدى طبقة التجار. تُمثل التظهيرات قبولًا لأوراق كنز تشينغ النقدية على أنها أصلية، وكانت تُوضع عادةً على ظهر الورقة النقدية (أو الجانب الفارغ) من قِبل العديد من محلات الصرافة ومتاجر تيان والصرافين الذين كانت تمر من خلالهم. كانت الأختام الرسمية التي وُضعت على الأوراق النقدية في عهد أسرة تشينغ تُستخدم لأغراض متنوعة.  كانت هذه الطوابع الحكومية كبيرة أو صغيرة، مربعة أو مستديرة، أو مستطيلة، وعادةً ما كانت برتقالية أو قرمزية أو حمراء، على الرغم من أن بعض الأختام كانت تظهر أيضًا باللون الأسود، وكانت تُطبع عادةً على أجزاء مختلفة من الورقة النقدية حيث توجد مساحة. إن طبعة الختم الرسمي تثبت صحة الورقة النقدية، كما أنها تدل على السلطة الإمبراطورية الصينية، حيث حصل كل مسؤول حكومي في الصين على ختمه من الإمبراطور الصيني. هذه الأختام الصينية ثنائية اللغة دائمًا ومكتوبة بالخطين الصيني والمانشو . 
في وسط أوراق كنز تشينغ النقدية، وُضعت أختام قرمزية كبيرة لتأكيد أصالة العينة المعنية. وُضعت الأختام الإضافية على هذه الأوراق دائمًا إما على يسار الورقة أو يمينها، بحيث لا يظهر سوى جزء صغير من الختم. 
يُمكن رؤية ختم دائري برتقالي اللون إضافي في أعلى يمين جميع أوراق كنز تشينغ النقدية. هذا الختم عبارة عن رسم تصويري، وقد وُجد دائمًا أنه مطبوع جزئيًا فقط على الورق. الغرض من هذه الأختام غير معروف لخبير العملات الأمريكي جون إي. ساندروك، الذي أشار إلى أن هذا الختم البرتقالي ربما كان بمثابة تحذير لمن يرغبون في تزوير هذه الأوراق النقدية. 
كما كانت أوراق كنز تشينغ النقدية من فئات 500 ون، و1000 ون، و1500 ون، و2000 ون تحتوي أيضًا على أختام سوداء اللون ومستطيلة الشكل، وتميل هذه الأختام إلى أن تكون موجودة في منتصف يسار الورقة أسفل سنة حكم شيانفينغ وتاريخ الإصدار.  كانت هذه الأختام بمثابة أختام توقيع شبه المسؤولين الذين كانوا مسؤولين عن تدوين تاريخ الإصدار على وجه الورقة. بالإضافة إلى ذلك، تميل جميع أوراق التايل هوبو جوانبياو إلى حمل نفس الختم الأسود المستطيل على وجهها، ومع ذلك؛ فإن تلك الموجودة على أوراق النقد النقدية المصنوعة من سبائك النحاس من أوراق كنز تشينغ النقدية لها تنوع كبير وتبدو أكثر جمالًا. يبدو أن ممارسة وضع هذه الأختام قد تُخُلِّيَ عنها بعد إدخال الفئات الأعلى من 2000 ون في عام شيانفينغ 6.